# Cultes de Zeus
Pour un article plus général, voir Zeus.

Localisations des principaux sanctuaires grecs. Ceux consacrés à Zeus sont représentés par des étoiles rouges.

Zeus est un dieu omniprésent dans les cultes de la religion grecque antique.
Les anciens Grecs lui rendent des cultes principalement en tant que dieu des phénomènes célestes, et notamment de la pluie et de la foudre, en tant que patron des différentes figures d'autorité (rois, pères, institutions civiques) et plus largement en tant que figure sauveuse et protectrice qui garantit la victoire et éloigne les malheurs. Il n'est quasiment jamais considéré comme le dieu principal d'une communauté, son culte n'est presque jamais central, mais il est attesté aux différents niveaux de la vie personne, depuis le domestique jusqu'au politique.
Zeus dispose de lieux de culte dans tout le monde grec (en incluant aussi les cités d'Anatolie, de Sicile, de Cyrénaïque, des bords de la mer Noire), aussi bien dans les villes que dans des espaces situés hors des murs, notamment les montagnes les plus hautes qui dominaient les paysages. Parmi cette myriade de sanctuaires, quelques-uns se distinguent par leur importance, avant tout Olympie dans le Péloponnèse et Dodone en Épire, aussi le mont Lycée en Arcadie. Son culte est également très représenté en Crète, où sa naissance est généralement située. Divers cultes à Zeus sont documentés à Athènes, la cité qui a fourni le plus de documentation sur la religion grecque. Plusieurs de ces cultes présentent des aspects originaux, par le mythe ou les rites, qui offrent des variations par rapport aux aspects les plus communs de Zeus.

## Olympie
Le site d'Olympie est situé dans le nord-ouest du Péloponnèse, en Élide, dans une vallée boisée arrosée par l'Alphée et le Cladée. L'activité rituelle sur le site semble débuter au Xe siècle av. J.-C., le site se développant assurément en tant que sanctuaire de Zeus au VIIIe siècle av. J.-C., comme l'attestent les nombreuses offrandes votives mises au jour sur le site. Par la suite cette popularité ne se tarit pas, le sanctuaire étant couvert d'offrandes venues de tout le monde grec, notamment des dons remerciant Zeus Olympien pour avoir accordé une victoire, et des traités de paix y sont inscrits pour être placés sous sa supervision. La tradition grecque a retenu la date de 776 av. J.-C. comme début des concours panhelléniques consacrés à Zeus, qui deviennent les plus populaires du monde grec au VIe siècle av. J.-C. Selon la légende locale, ils commémorent la victoire à la course de char du roi Pélops contre Œnomaos, pour obtenir la main de sa fille Hippodamie. La tombe de Pélops fait d'ailleurs l'objet d'un culte héroïque sur le site. Le sanctuaire passe sous le contrôle de la plus puissante cité locale, Élis, au début du Ve siècle av. J.-C. Le cœur de l'activité rituelle du sanctuaire est l'Altis, bois sacré, où se trouve le grand autel de Zeus, constitué des cendres des sacrifices durcies après avoir été mêlées aux eaux de l'Alphée. Lorsque Pausanias le voit au IIe siècle de notre ère, il s'élève à plus de 7 mètres de hauteur. L'autel suffisant à la tenue des sacrifices à Zeus, il n'y a pas de temple pour le dieu durant les premiers temps du site, alors que son épouse Héra en a un. C'est vers 470 av. J.-C. qu'est érigé un temple monumental pour Zeus Olympios, qui abrite la statue chryséléphantine du dieu réalisée par Phidias. Les fouilles sur le site ont mis au jour une partie des sculptures de l'édifice, représentant notamment la victoire de Pélops et les travaux d'Héraclès. Selon Pausanias le site comprend des autels pour d'autres aspects de Zeus, tels que Katharsios, Kataibates, Chthonios et Hypsistos. Ils font l'objet d'offrandes mensuelles de la part des habitants de la région. Les grandes fêtes de Zeus Olympios ont lieu tous les quatre ans et sont surtout connues par leurs concours athlétiques et hippiques, qui sont généralement désignés de manière anachronique comme les « jeux olympiques » antiques. Ils attirent des compétiteurs et des spectateurs de tout le monde grec. Dans leur forme classique, ces concours se déroulent tous les quatre ans, durant cinq jours, les vainqueurs de leurs épreuves reçoivent une couronne d'olivier et une renommée sans pareille dans le milieu des compétitions grecques. Parmi les nombreuses constructions du sanctuaire se trouvent un grand stade ainsi qu'un hippodrome servant pour les épreuves. Le sanctuaire connaît de nombreuses vicissitudes durant sa longue histoire, mais il reste l'un des plus prestigieux du monde grec jusqu'à la christianisation, qui met fin à ses concours en 393 de notre ère,.

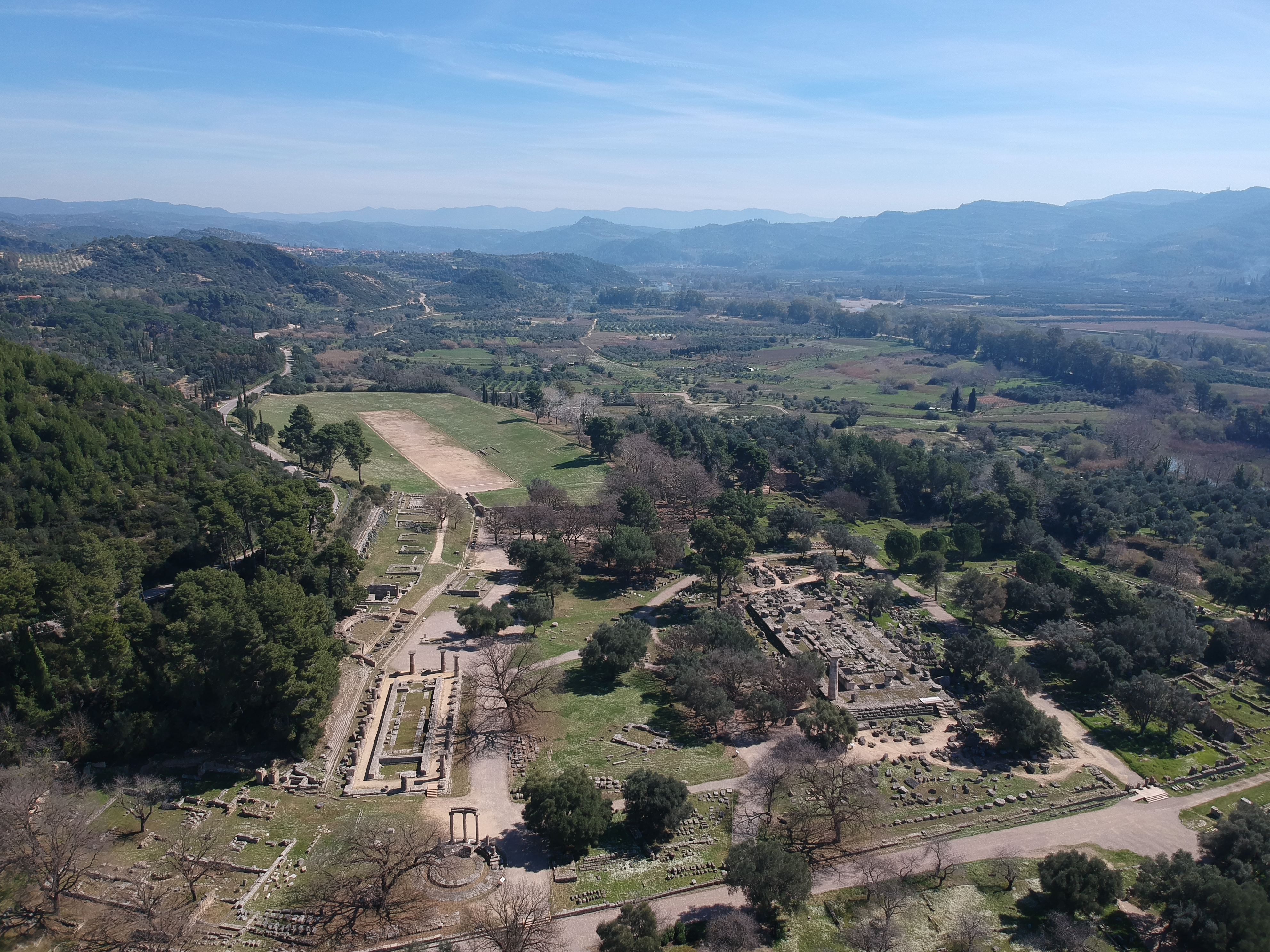
Vue aérienne du sanctuaire d'Olympie.
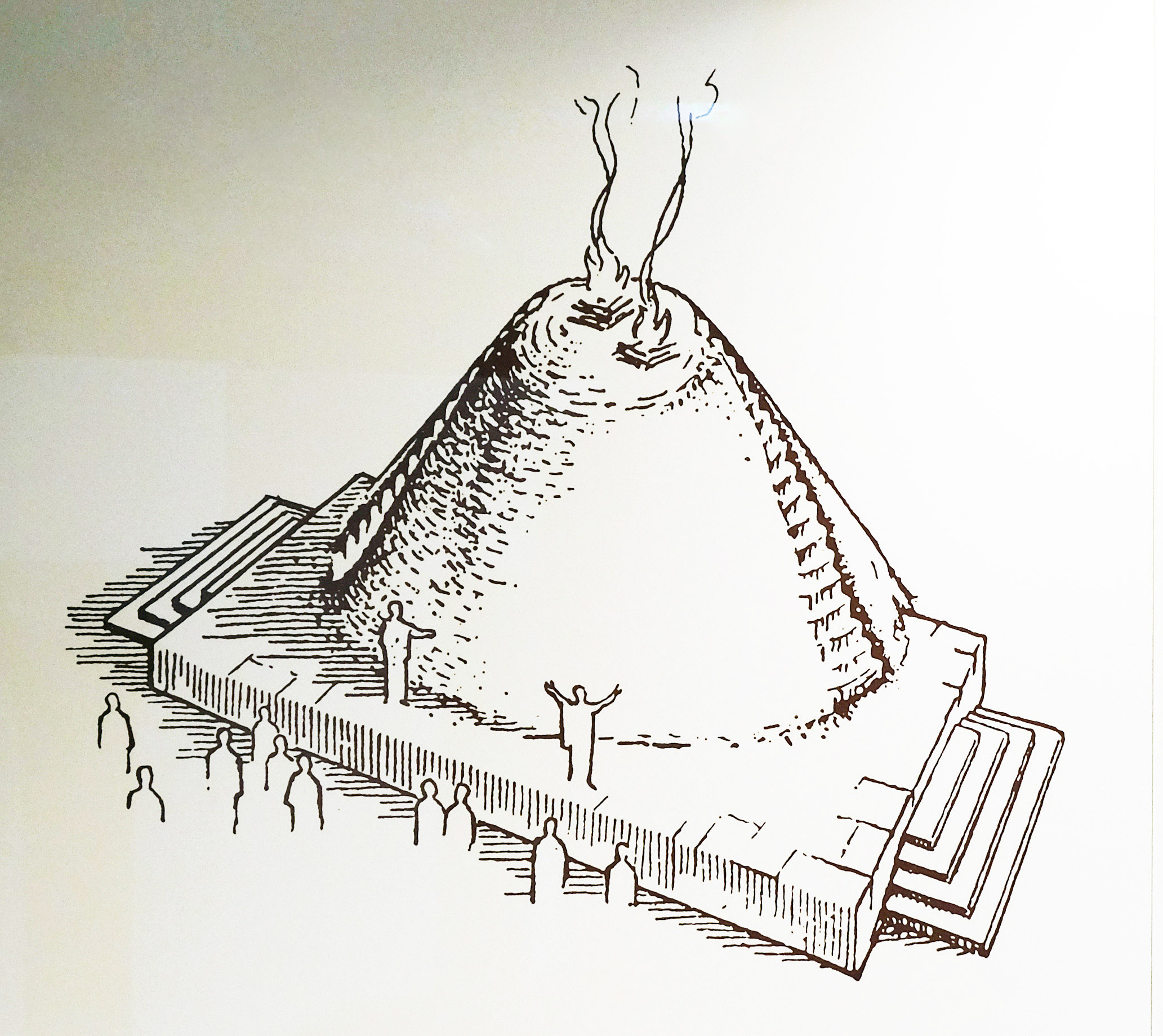
Dessin restituant l'autel de Zeus à Olympie.
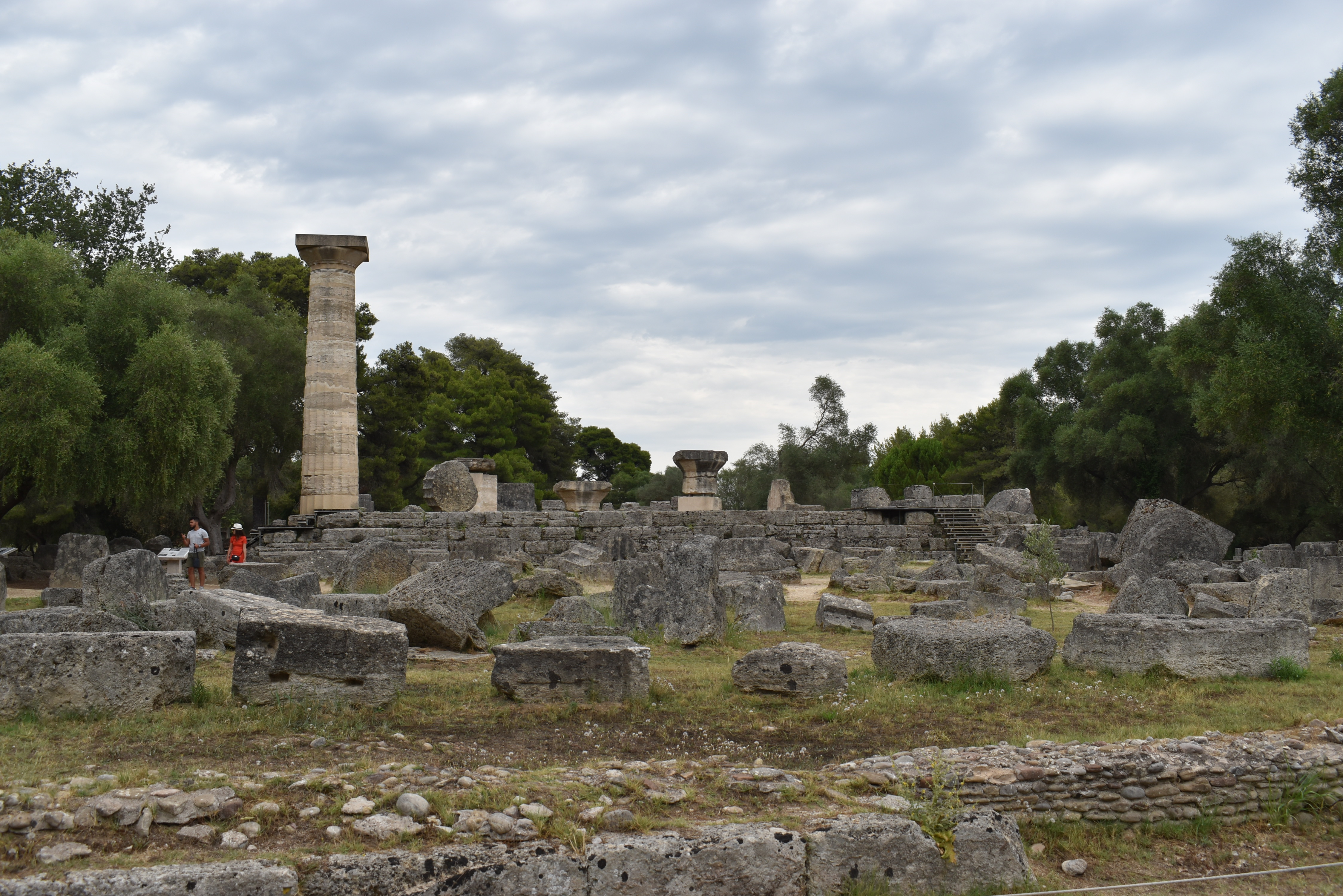
Vestiges du temple de Zeus à Olympie.
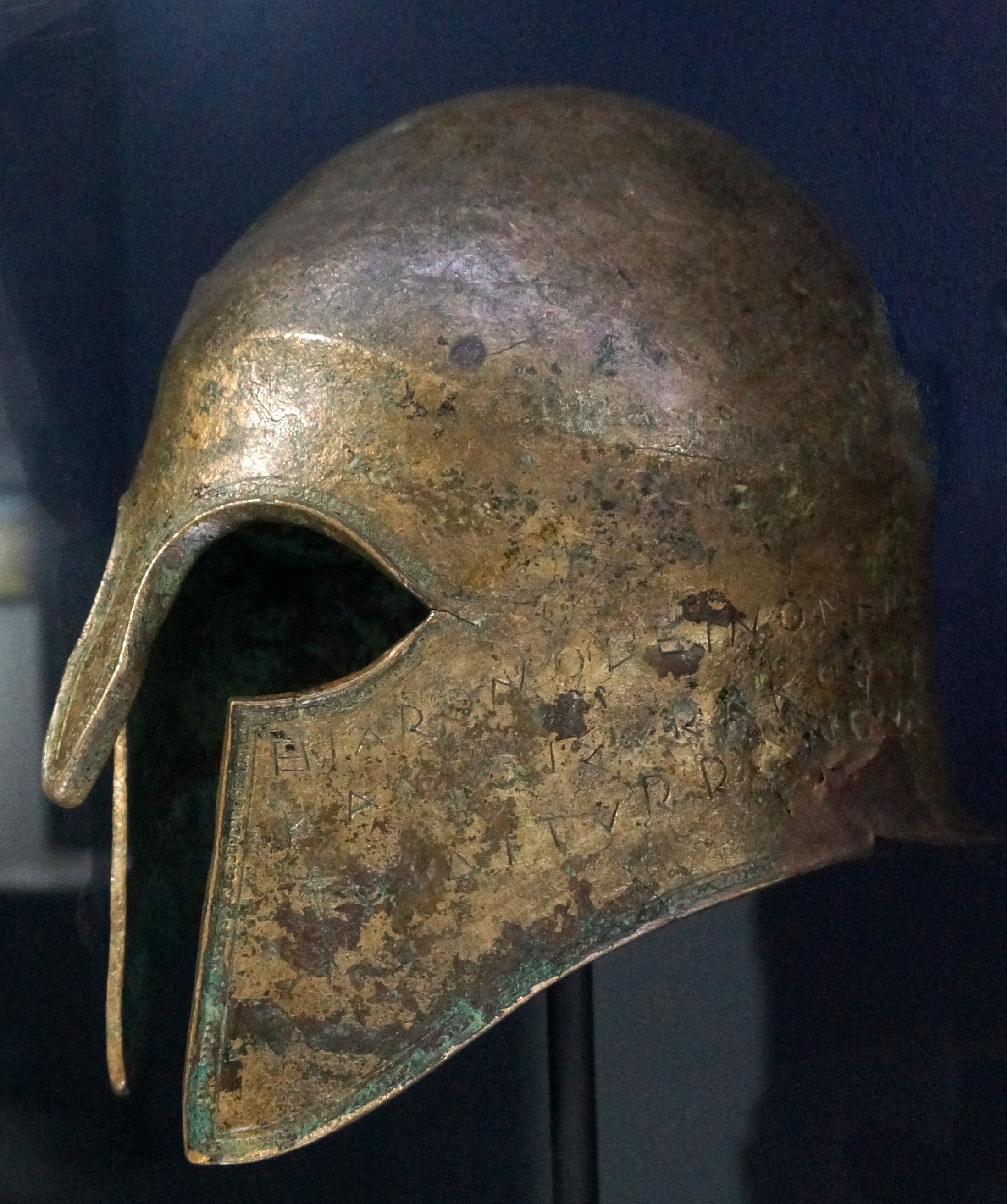
Casque offert à Zeus d'Olympie par Hiéron de Syracuse, en commémoration d'une victoire. Musée archéologique d'Olympie.

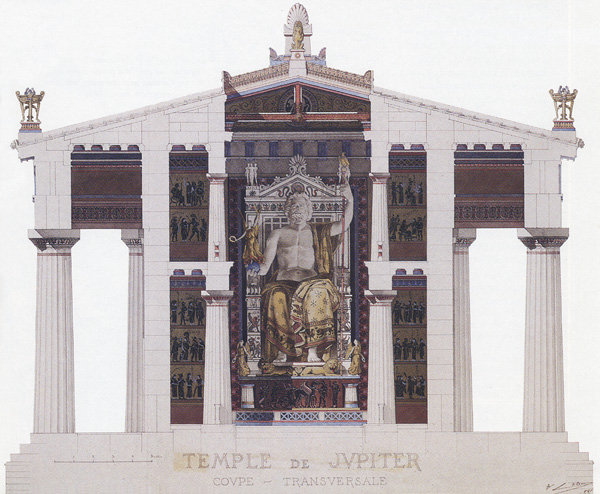
Dessin en coupe restituant le temple de Zeus d'Olympie avec sa statue colossale, par Victor Laloux (1883).

## Némée
Le site de Némée est situé au nord-ouest de l'Argolide, dans une plaine fertile. Il comprend un sanctuaire dédié à Zeus, qui est l'un des quatre sanctuaires où se déroulent des concours les plus importants du monde grec (les « jeux néméens »). Selon la tradition, les premiers concours auraient été institués par Héraclès après qu'il a tué le lion de Némée, ou bien par Adraste d'Argos en mémoire du jeune prince Ophelte qui avait été mordu par un serpent à Némée et en était mort. Consacrés au Zeus de Némée (Nemeios), ils deviennent panhelléniques en 573, et sont alors organisés par la cité de Cléonée. Ces concours se déroulent tous les deux ans, en juillet, avec des compétitions athlétiques et hippiques, les vainqueurs recevant des couronnes de céleri. C'est de cette période que datent les premières traces archéologiques notables d'un culte sur le lieu. Au Ve siècle av. J.-C., Argos prend le contrôle des concours et les déplace sur le site du sanctuaire d'Héra d'Argolide, où se déroulent déjà des concours en l'honneur de la déesse. Vers 330 ils retournent à Némée, sans doute sous ordre de Philippe II de Macédoine, et le site fait l'objet d'importants aménagements. Un temple de style dorique est érigé en l'honneur de Zeus. Les sacrifices au dieu sont accomplis sur un autel de 41 mètres de long situé en face de son entrée. Le site comprend aussi un grand stade, des lieux d'hébergement, de bains, et des constructions ayant sans doute servi de trésors. Au Ier siècle av. J.-C. les concours reviennent définitivement à Argos. Lorsqu'il visite le site au IIe siècle ap. J.-C., Pausanias constate son délabrement avancé : le toit du temple est effondré et aucune statue ne s'y trouve.

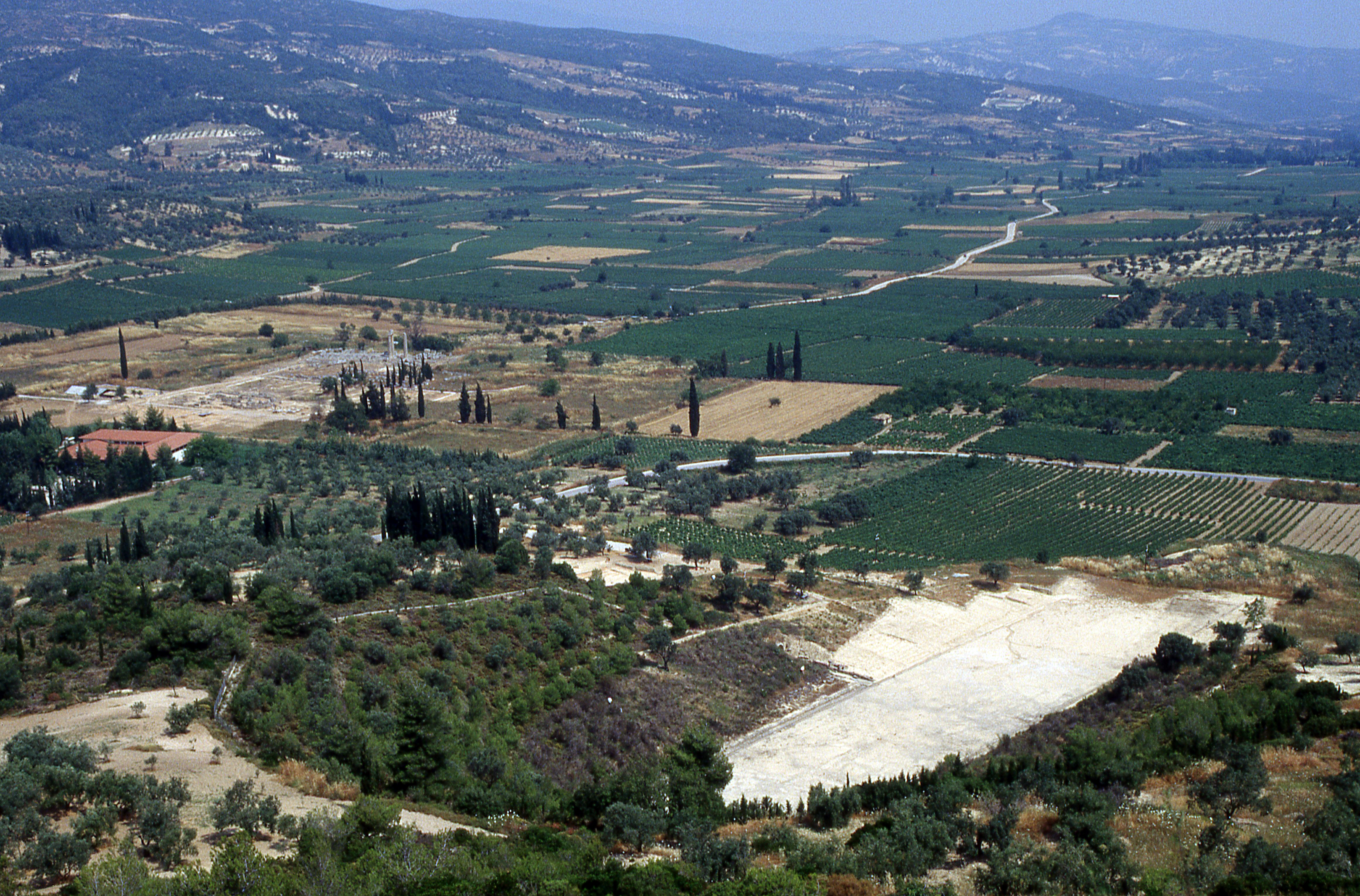
La plaine de Némée, avec le site du sanctuaire au second plan, et le stade au premier plan.
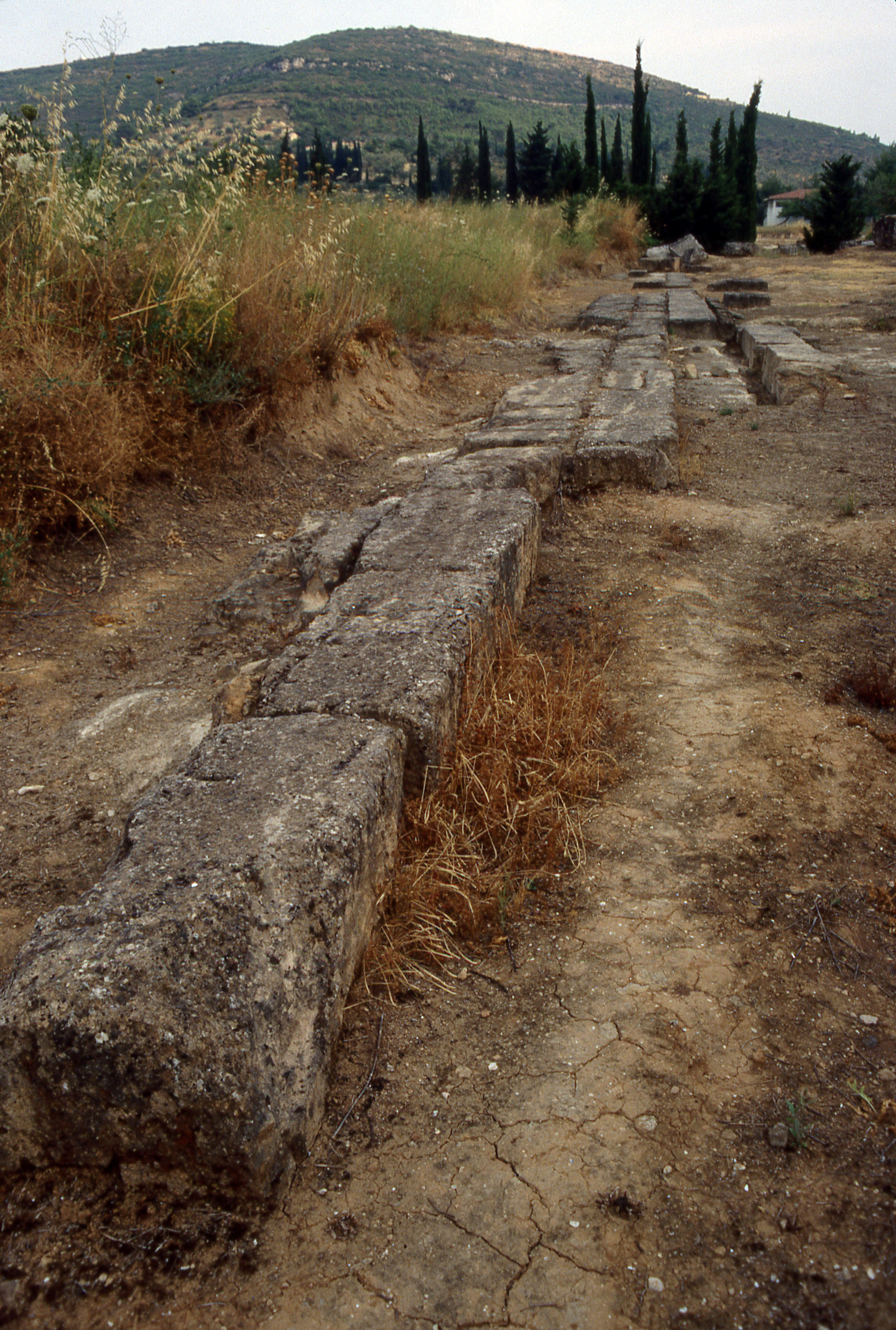
Vestiges de l'autel de Zeus de Némée.
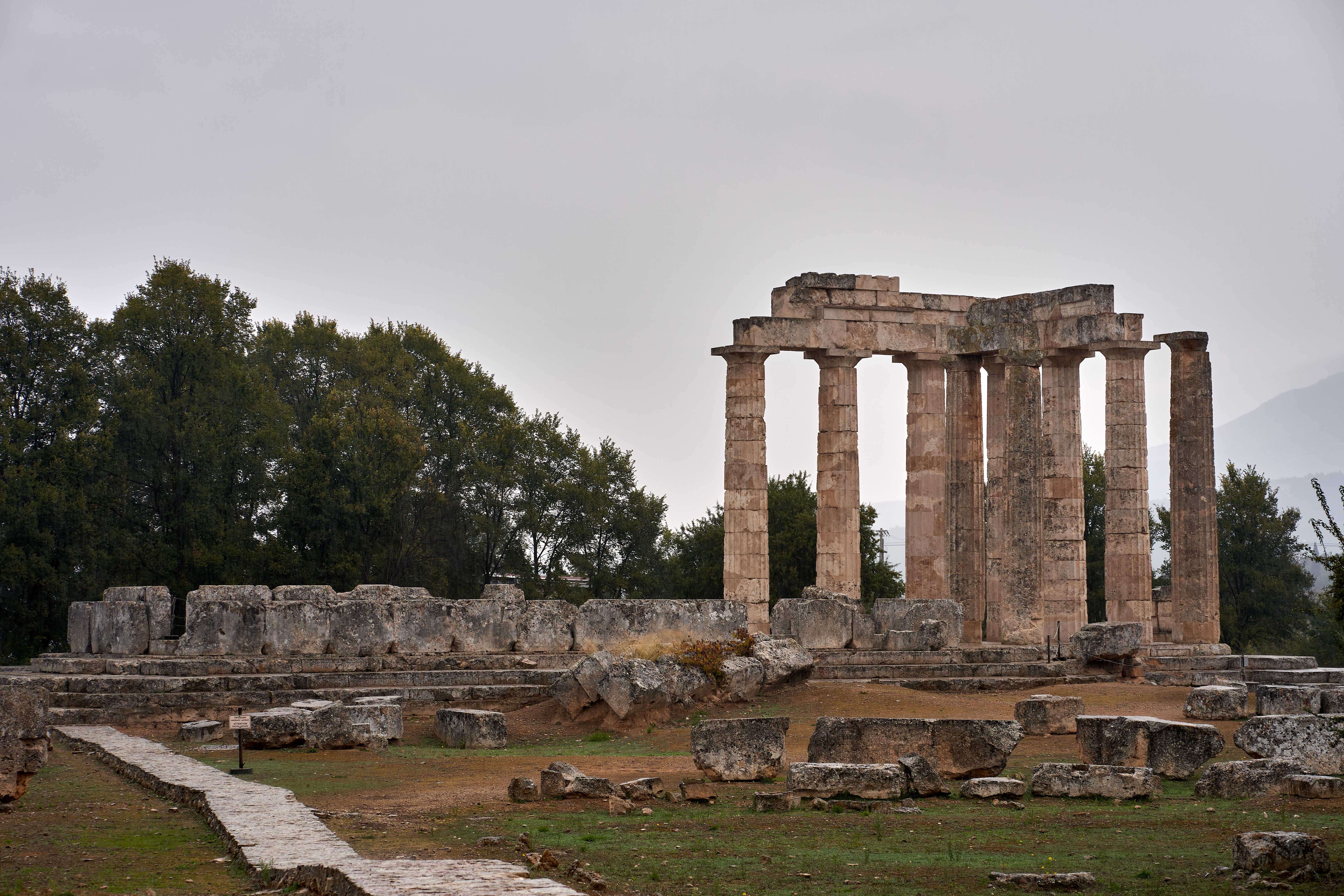
Vestiges du temple de Zeus de Némée.

## Dodone
Le site de Dodone est situé en Épire, dans une vallée montagnarde bien arrosée au pied du mont Taumaros. C'est un sanctuaire dédié à Zeus Naios « résident » ou « des Naia » (concours de Dodone). Il y est de manière inhabituelle mis en couple avec la déesse Dioné, dont le nom est le féminin de Zeus, une figure quasi inexistante dans le reste de la Grèce. Ce site doit sa célébrité à son oracle, qui est le plus réputé de Grèce après celui de Delphes, et est connu par Homère. Les fouilles archéologiques ont confirmé le fait qu'il était actif au VIIIe siècle av. J.-C. grâce à des trouvailles d'offrandes, notamment des figurines en métal. Selon Hérodote, c'est le plus ancien sanctuaire à oracle de Grèce. Il faut attendre l'émergence du royaume d’Épire en tant que puissance politique au -IVe siècle pour qu'un programme monumental soit lancé sur le site, qui se traduit par l'érection d'une muraille protégeant le sanctuaire et la ville, la construction de plusieurs temples dont ceux de Zeus et de Dioné. On érige aussi le grand théâtre dominant le site, ainsi que d'un stade, pour accueillir des concours athlétiques, hippiques et dramatiques lors de la grande fête des Naia. Le site est ensuite le lieu de rassemblement de la confédération épirote qui remplace la dynastie à la fin du IIIe siècle av. J.-C. L'activité oraculaire n'est plus attestée à Dodone après le Ier siècle av. J.-C., mais le sanctuaire reste actif et ses grandes fêtes sont encore célébrées au IIIe siècle de notre ère. Il est christianisé par la construction d'une basilique au Ve siècle.
Plusieurs méthodes d'oracles sont attestées à Dodone, peut-être parce qu'elles ont évolué dans le temps. Dans tous les cas Zeus s'exprime par des signes et non par des paroles, plus spécifiquement par des sons. Homère fait ainsi référence à la dendromancie, l'écoute des sons du feuillage d’un chêne sacré de Zeus (Odyssée XIV, 327), et aux Selles, interprètes qui ne se lavaient jamais les pieds (Iliade, XVI, 236). Hérodote (II, 53-55) évoque trois prêtresses, les Péliades, qui interprètent les oracles à la place des Selles (qui ont été remplacés ?). D'autres sources indiquent que l'oracle du chêne est accompagné d'un oracle par des colombes : on observerait alors leur vol, ou bien leur cri s'il s'agit de rester dans l'univers sonore. L'arbre et l'oiseau sont en tout cas représentés ensembles sur des monnaies épirotes. Il est possible qu'un oracle par les sorts (jet d'osselets ou de dés) existe également, mais à partir du IVe siècle av. J.-C. les sources parlent plutôt d'un oracle par des chaudrons de bronze sur trépieds, qui semble là encore reposer sur l'acoustique (mais on ne sait pas exactement comment). La documentation la plus remarquable concernant l'oracle de Dodone consiste en un ensemble de lamelles de plomb sur lesquelles sont inscrites les questions posées à Zeus (dans plusieurs cas accompagné de Dioné). Il s'agit souvent d'un individu ou d'une communauté interrogeant la divinité sur un projet précis, sous la forme d'un avis, souvent dans un contexte privé : succès d'un voyage ou d'une autre entreprise, affaires familiales, problèmes de santé, etc. Les personnes qui interrogent sont surtout originaires de la région, mais en raison de la popularité de l'oracle elles peuvent venir d'autres parties du monde grec,.

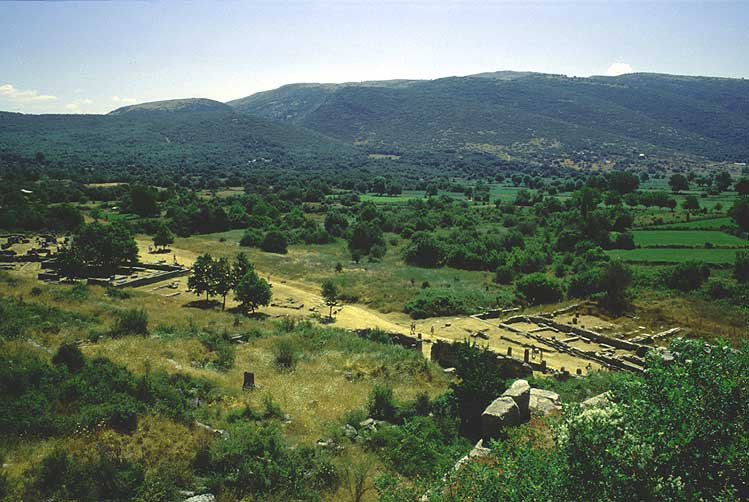
Vue du site de Dodone depuis le théâtre.
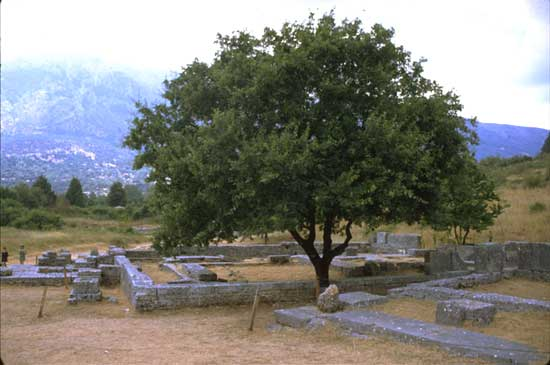
Vestiges du temple de Zeus Naios.
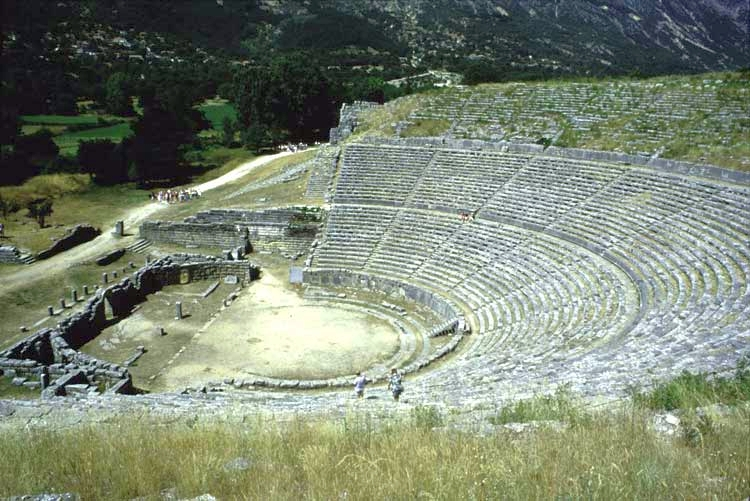
Le théâtre de Dodone.
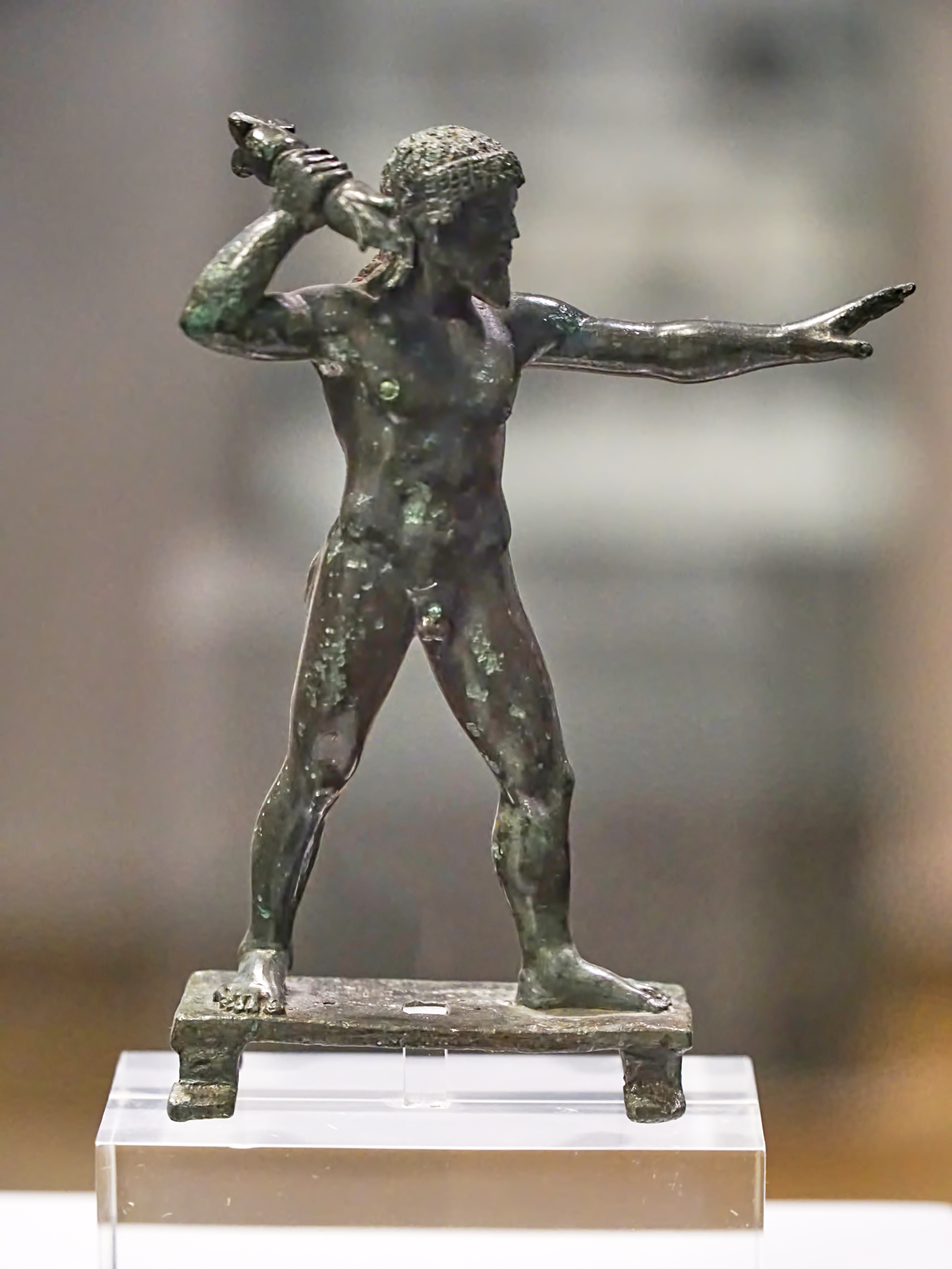
Figurine en bronze de Zeus brandissant le foudre, mise au jour à Dodone. Vers 470-460 av. J.-C. Musée national archéologique d'Athènes.
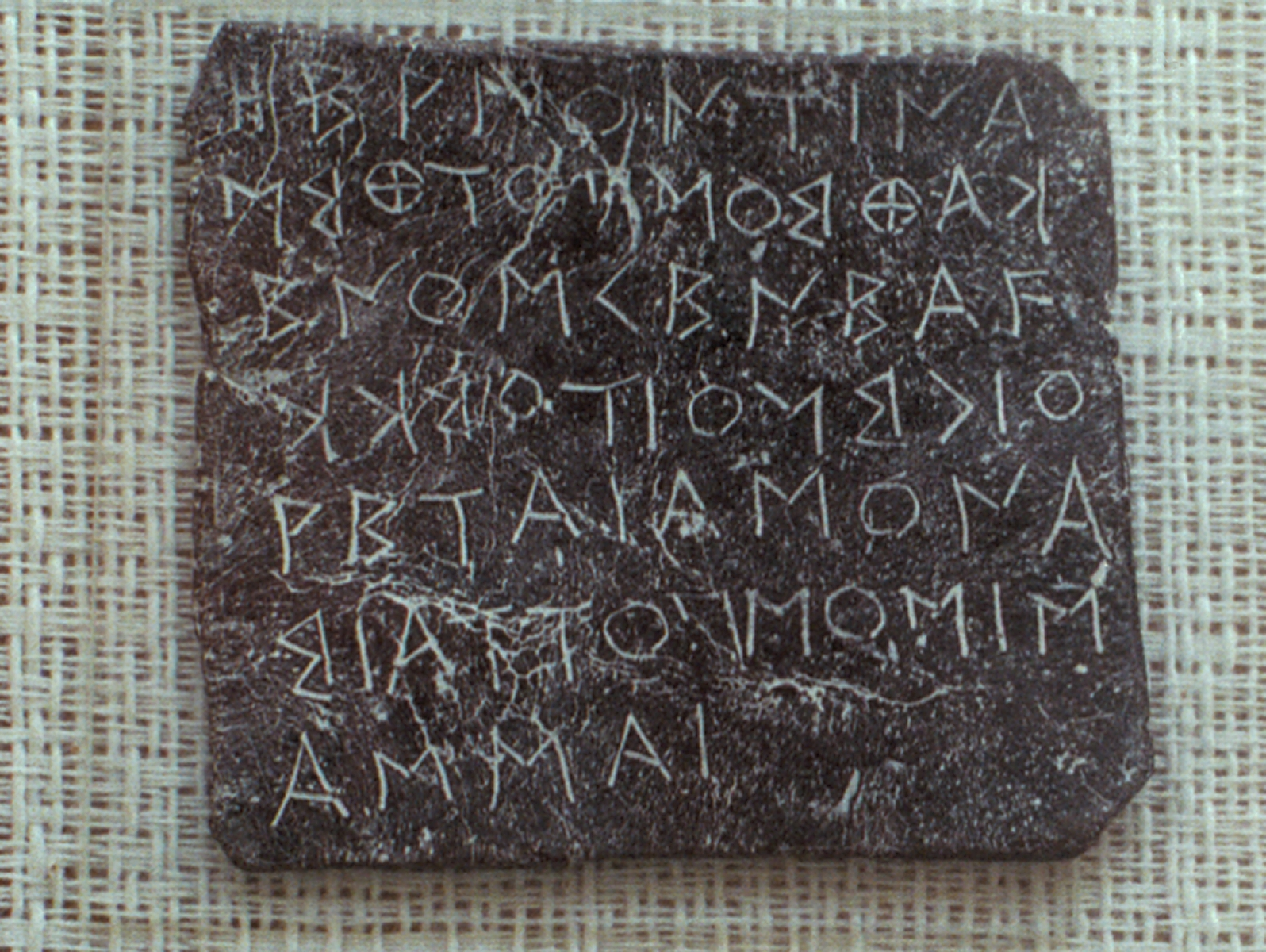
Inscription oraculaire sur lamelle de plomb provenant de Dodone, fin du VIe siècle av. J.-C. Musée archéologique de Ioannina

## Crète
Selon les traditions rapportées par Hésiode et d'autres après lui, Zeus est né en Crète. Néanmoins d'autres régions revendiquent cela, notamment l'Arcadie (cf. ci-dessous). Pour les Crétois, la naissance locale de Zeus est indiscutable : il y est connu sous l'épithète Kretagenes « né en Crète », et les légendes et lieux associés à son enfance participent fortement à l'identité locale. Cela dure depuis l'époque archaïque et jusqu'à l'époque impériale, quand son image est reprise pour être associée aux empereurs romains déifiés. Il est du reste possible, mais indémontrable, que ce Zeus crétois s'inscrive dans la continuité d'une ou plusieurs divinités vénérées à l'âge du bronze, à l'époque minoenne. Deux montagnes en particulier sont associées à Zeus, avec des cultes remontant souvent à l'âge du bronze. La première est le mont Dicté. On trouve déjà sur une tablette mycénienne la mention d'un Zeus Diktaios avec un sanctuaire en ce lieu, et cette figure est attestée à de nombreuses reprises dans les inscriptions grecques. C'est le lieu où le dieu a été mis au monde par Rhéa selon Hésiode. Il n'est pas identifié par les historiens modernes au mont du même nom situé au centre de l'île — où se trouve pourtant la grotte de Psychro qui semble avoir été associée au dieu — mais à un petit mont situé à l'extrémité orientale de l'île, près de l'actuelle Palaikastro vers l'ancien territoire de la cité d'Itanos, le Petsofas (qui disposait d'un lieu de culte minoen). On trouvait en tout cas à ses pieds un sanctuaire de Zeus Diktaios qui a été fouillé sur le site de Roussolakkos et à livré des offrandes de l'époque archaïque (VIIe – Ve siècle av. J.-C.). Il a notamment livré une inscription comportant un poème en l'honneur de Zeus datable du VIe siècle av. J.-C., surnommé Hymne des Courètes,, qui invoque (sans le nommer) le dieu en tant que jeune homme, et en particulier pour sa faculté à apporter la fertilité. Il est possible que ce Zeus soit l'héritier d'une ancienne divinité juvénile minoenne. L'autre montagne crétoise associé à Zeus est le mont Ida, parfois considéré comme son lieu de naissance. Diodore de Sicile a tenté de concilier les deux traditions en faisant du Dicté le lieu de naissance du dieu, et l'Ida le lieu où il est élevé, dans une grotte loin de la vue de Cronos. Zeus Idaios est une autre grande figure du paysage religieux crétois, dont le lieu de culte principal est situé dans une grotte sur cette montagne, qui a livré du matériel rituel sur plus d'un millénaire, et en particulier de nombreuses offrandes du début de l'époque archaïque (VIIIe – VIIe siècle av. J.-C.). Une inscription du Ve siècle av. J.-C. indique que le culte y est alors organisé par la cité de Gortyne, comprenant notamment de grandes fêtes en l'honneur de Zeus. Le culte du Zeus de l'Ida semble aussi avoir compris des rites initiatiques pour des jeunes hommes. Ce site connaît encore une grande popularité à l'époque romaine impériale. Les Crétois rendaient aussi un culte à Zeus autour d'une tombe de Zeus (située à Cnossos selon Évhémère, peut-être sur le Mont Gioúchtas). Cette tradition passe pour une absurdité aux yeux des autres Grecs, car il est communément admis qu'un dieu ne peut pas mourir. Cela n'empêche pas à ce culte d'être encore attesté à l'époque romaine et de susciter la curiosité des auteurs de l'époque,,.

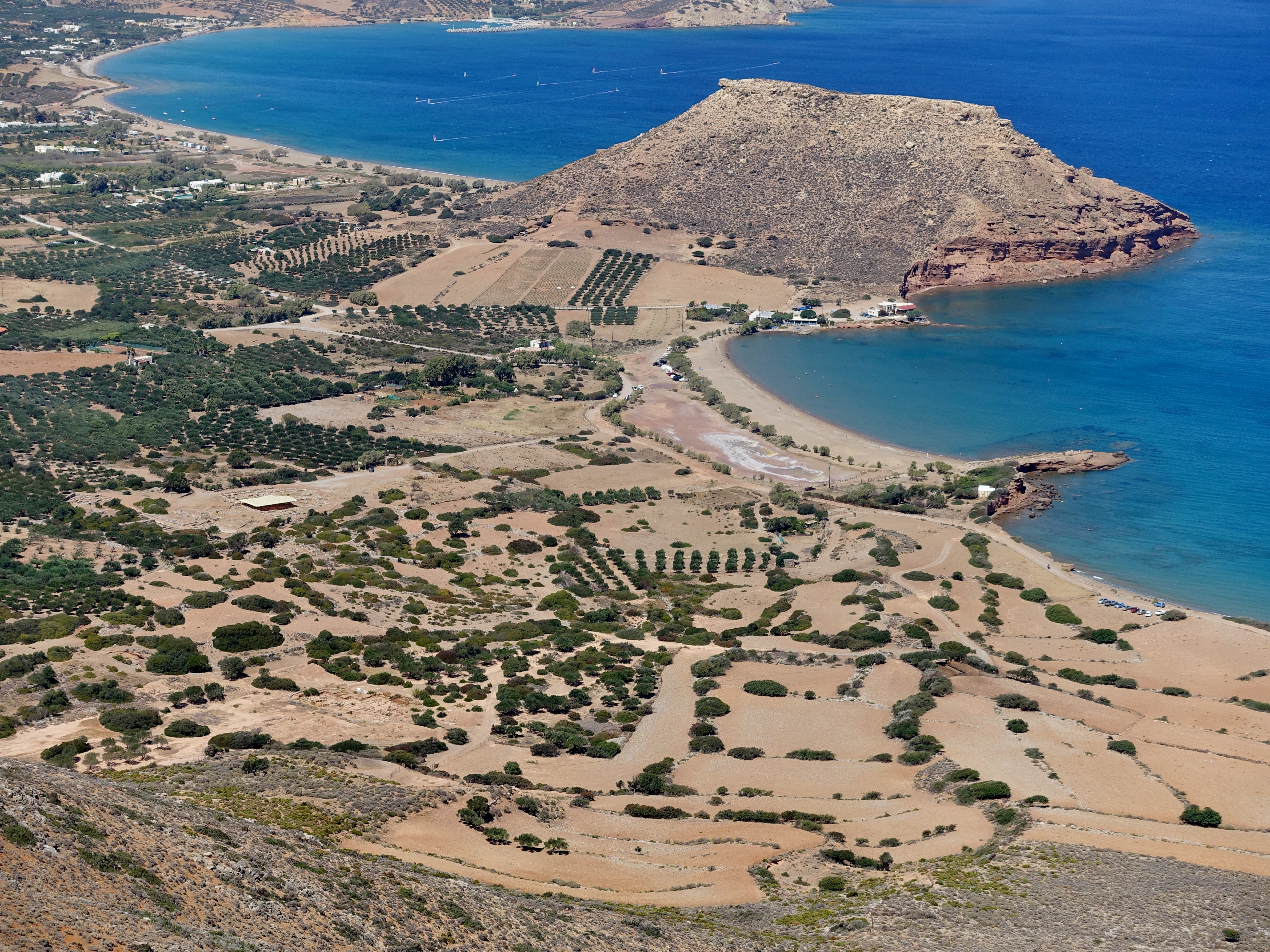
Le mont Petsofas, avec les vestiges de l'ancien sanctuaire de Zeus Diktaios (site de Roussolakkos).
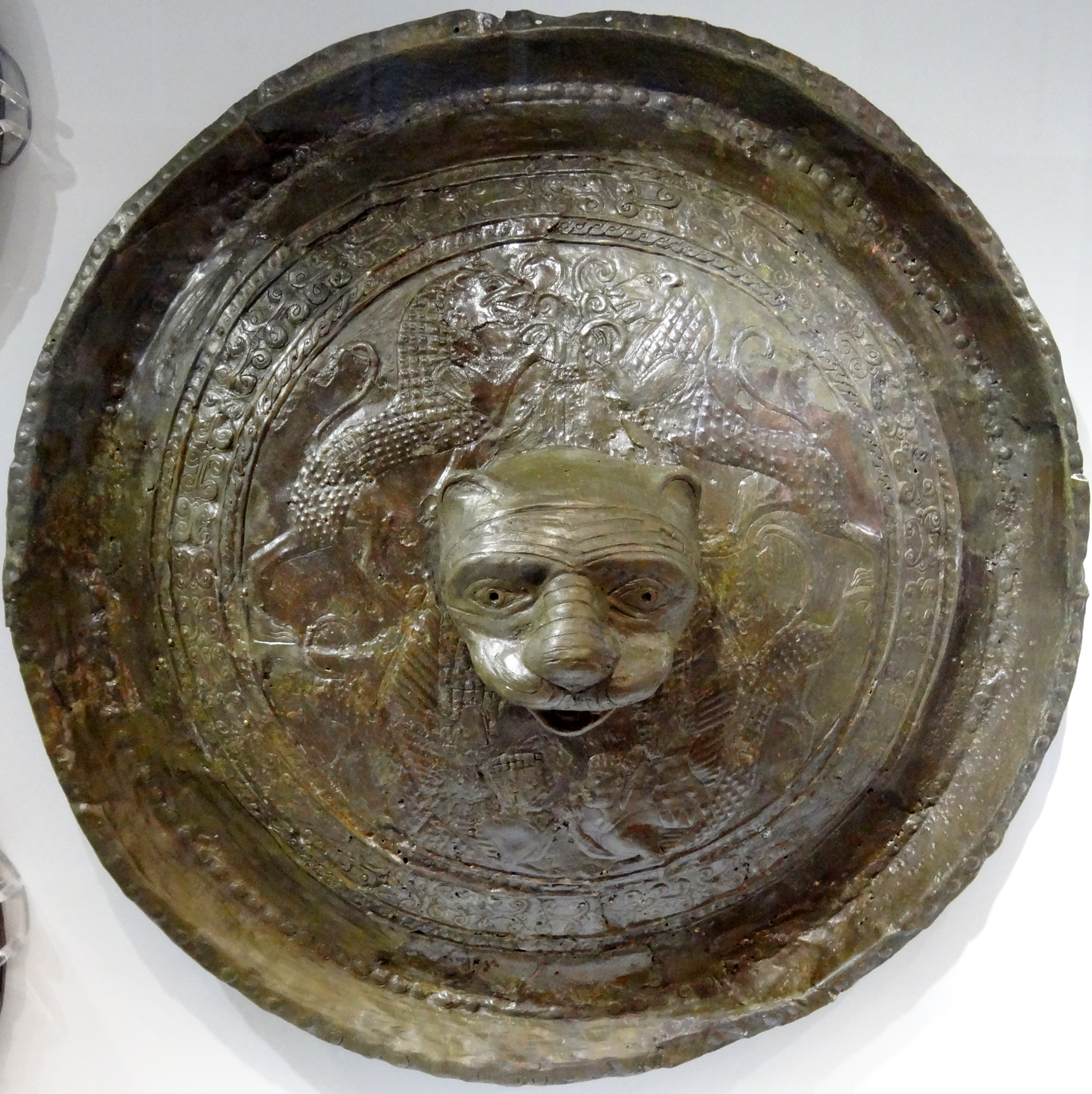
Bouclier en bronze au décor de type « oriental », v. VIIIe siècle av. J.-C., mis au jour dans le sanctuaire de Zeus Diktaios à Roussolakkos. Musée archéologique d'Héraklion.
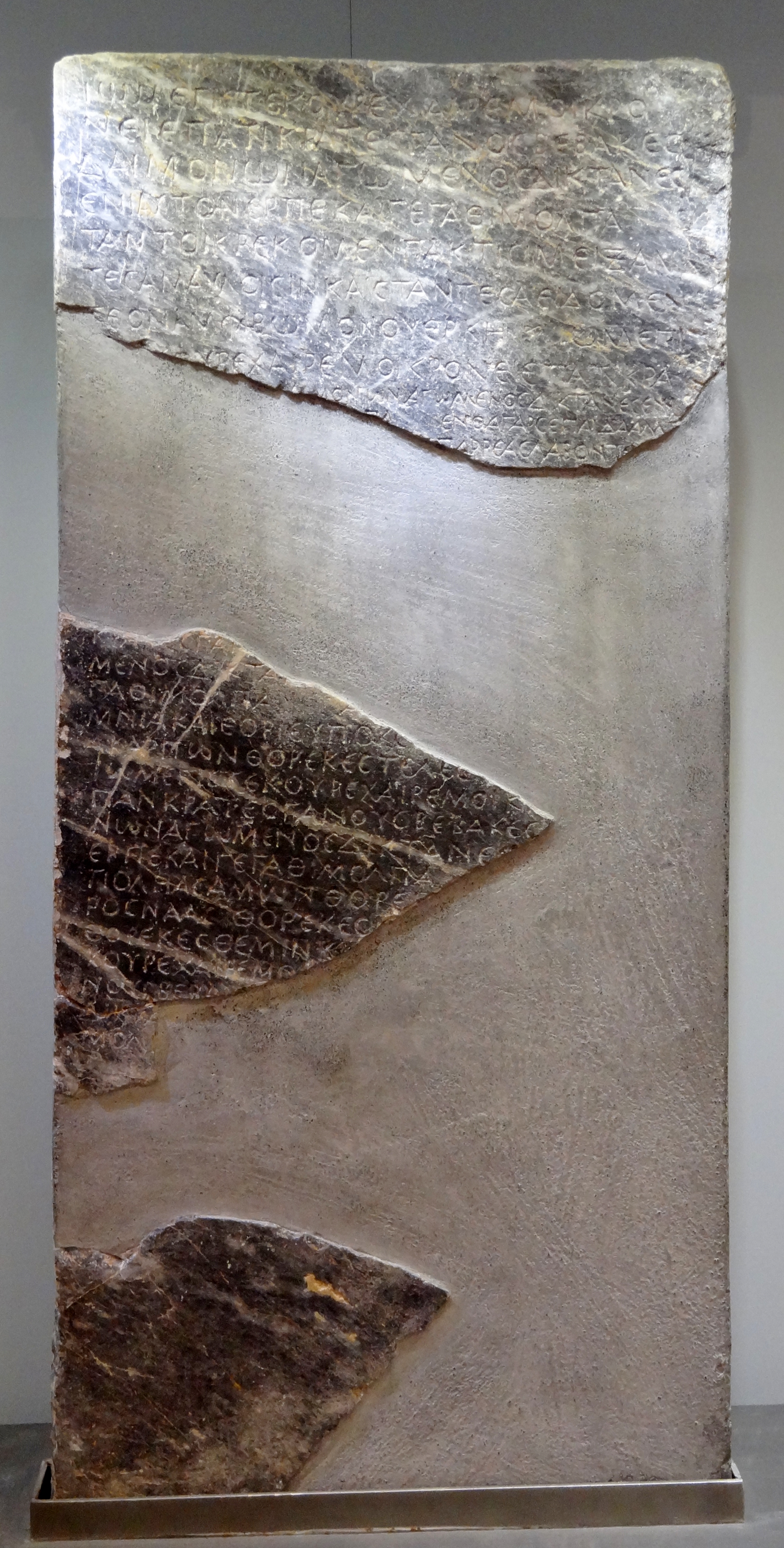
Fragments de l’Hymne des Courètes mis au jour dans le sanctuaire de Zeus Diktaios. Musée archéologique d'Héraklion.
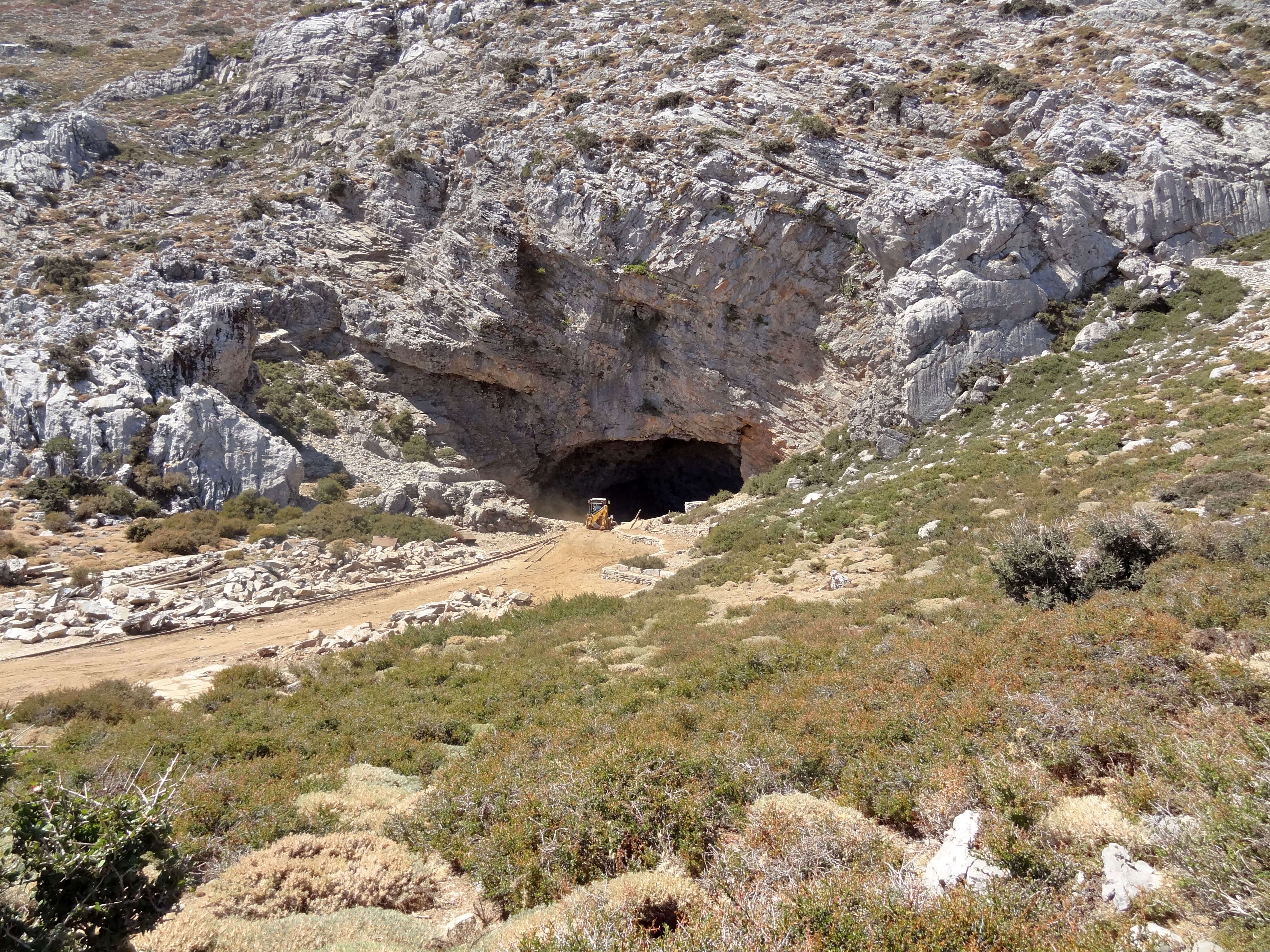
La grotte de Zeus du mont Ida.
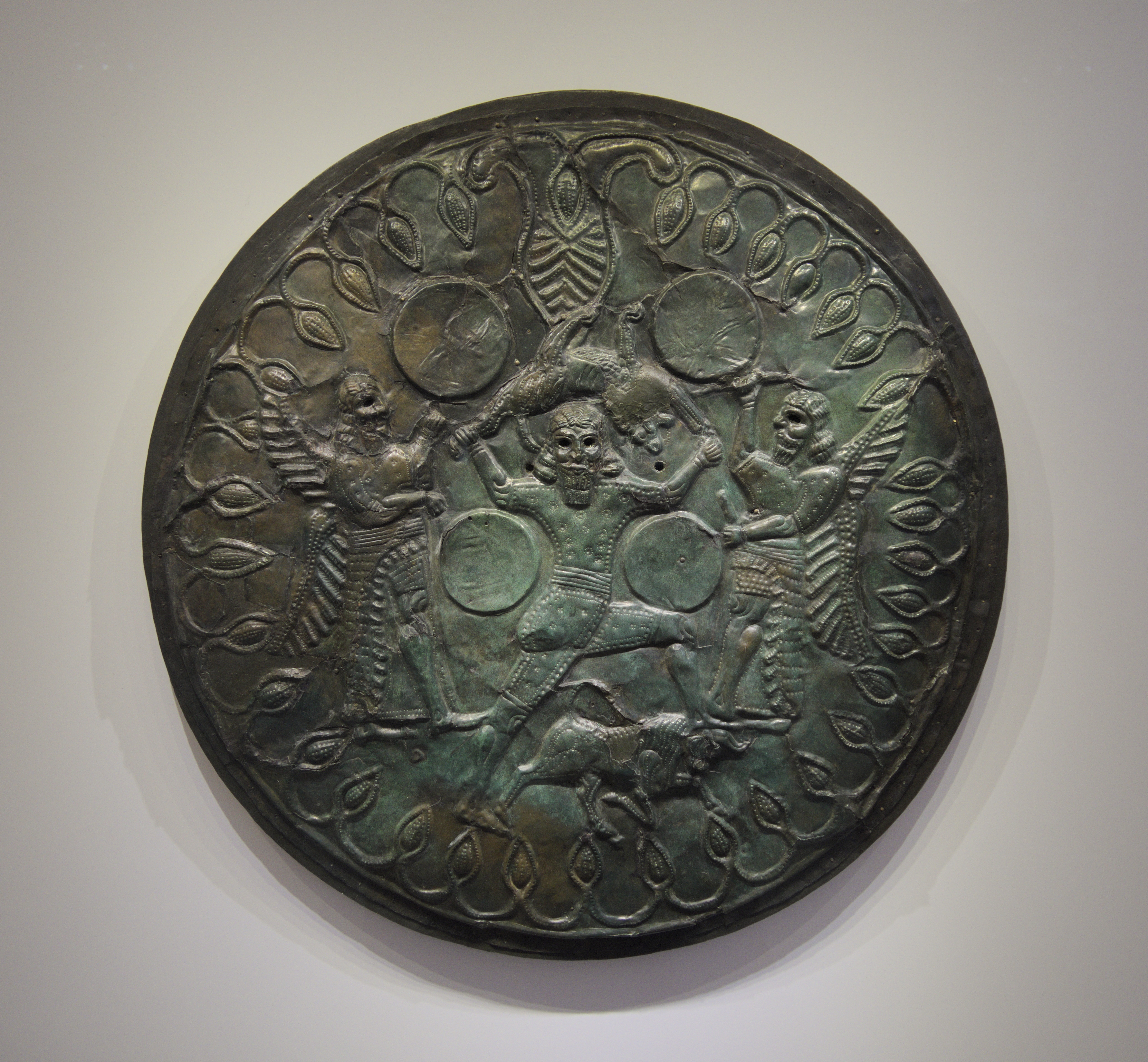
Bouclier en bronze au décor de type « oriental », v. VIIe siècle, mis au jour dans le sanctuaire du Mont Ida (Crète). Musée archéologique d'Héraklion.

## Mont Lycée
Zeus Lykaios « du mont Lycée » est, avec Pan et Despoina, l'une des principaux divinités de l'Arcadie, région montagneuse reculée située au centre du Péloponnèse, dont les coutumes souvent considérées comme rustres et archaïques par les autres Grecs. Son importance se relève par le fait qu'il figure sur le monnayage de la confédération arcadienne et que sa grande fête, les Lykaia (incluant des concours athlétiques), revêt un caractère « national », au point que des mercenaires arcadiens de l'expédition des Dix-Mille s'arrêtent pour les célébrer ses fêtes (en incluant la compétition sportive) alors qu'ils se trouvent au beau milieu de l'Anatolie (Xénophon, Anabase, I, 2, 10). Son lieu de culte se situe près du sommet du mont Lycée, et est principalement connu par ce qu'en dit Pausanias dans sa Description de la Grèce. Selon la mythologie locale, c'est le lieu de naissance du dieu, et là où il aurait passé son enfance, dans un endroit appelé Kretea (pour créer la confusion avec la Crète, le lieu que retiennent généralement les Grecs) (Description de la Grèce, VIII, 36, 2-3). Pausanias évoque plusieurs curiosités en rapport avec ce dieu, notamment le fait qu'on trouve dans son sanctuaire un lieu sacré et inviolable, abaton, où nul ne doit pénétrer (VIII, 38, 6). Une autre originalité du culte de Zeus Lykaios est l'existence d'un rituel visant à apporter la pluie pour mettre fin à une sécheresse, accompli dans la source appelée Hagno (« Pure » ; VIII, 38, 4). Certes Zeus est associé aux pluies dans tout le monde grec, mais aucun rite l'invoquant pour provoquer des pluies n'est attesté ailleurs. Enfin, l'autre particularité du culte de Zeus Lykaios, qui n'est pas la moindre, est son association aux sacrifices humains, connue par des allusions de Platon et de Théophraste. Il est désormais généralement admis qu'aucun sacrifice de ce type n'a eu lieu au mont Lycée, ni ailleurs en Grèce antique. En tout cas il n'y a aucune preuve solide en ce sens. Cela renvoie à un mythe sur Zeus et le roi arcadien légendaire Lycaon, qui est connue sous plusieurs variantes. Celle de Pausanias (VIII, 2, 3) dit que le roi sacrifie un nouveau-né sur l'autel de Zeus Lykaios, ce qui provoque la colère du dieu qui le transforme en loup, lykos en grec ancien. D'autres versions impliquent les cinquante fils de Lycaon, et un banquet à la cour du roi arcadien, auquel participe Zeus, au cours duquel on sert de la chair humaine. Les fils de Lycaon sont soit pulvérisés par la foudre de Zeus, soit transformés en loup. Le motif de la transformation en loup (lycanthropie) revient chez d'autres auteurs, notamment Pline l'Ancien qui rapporte un rite de consommation de chair humaine provoquant la métamorphose en loup, qui prend fin après 10 ans si l'individu transformé s'abstient de manger à nouveau de la chair humaine ; sinon il reste un loup durant le reste de son existence. Plusieurs explications ont été avancées pour expliquer ces récits de lycanthropie : culte d'un dieu-loup ou rite initiatique d'une tribu ou d'une sorte de confrérie ayant le loup pour « totem », transgression rituelle et régression vers le monde sauvage. La figure du roi Lycaon et son rapport à Zeus sont ambivalents : parfois il est présenté comme un impie méritant un juste châtiment, d'autres fois comme un roi pieux subissant les impiétés de ses fils,.

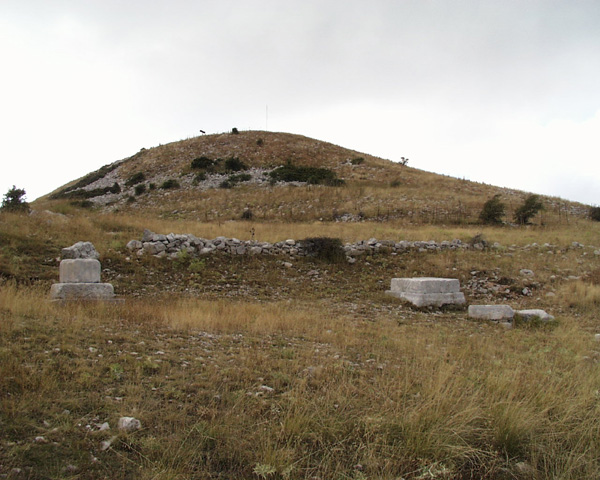
Les ruines du temple de Zeus du mont Lycée.
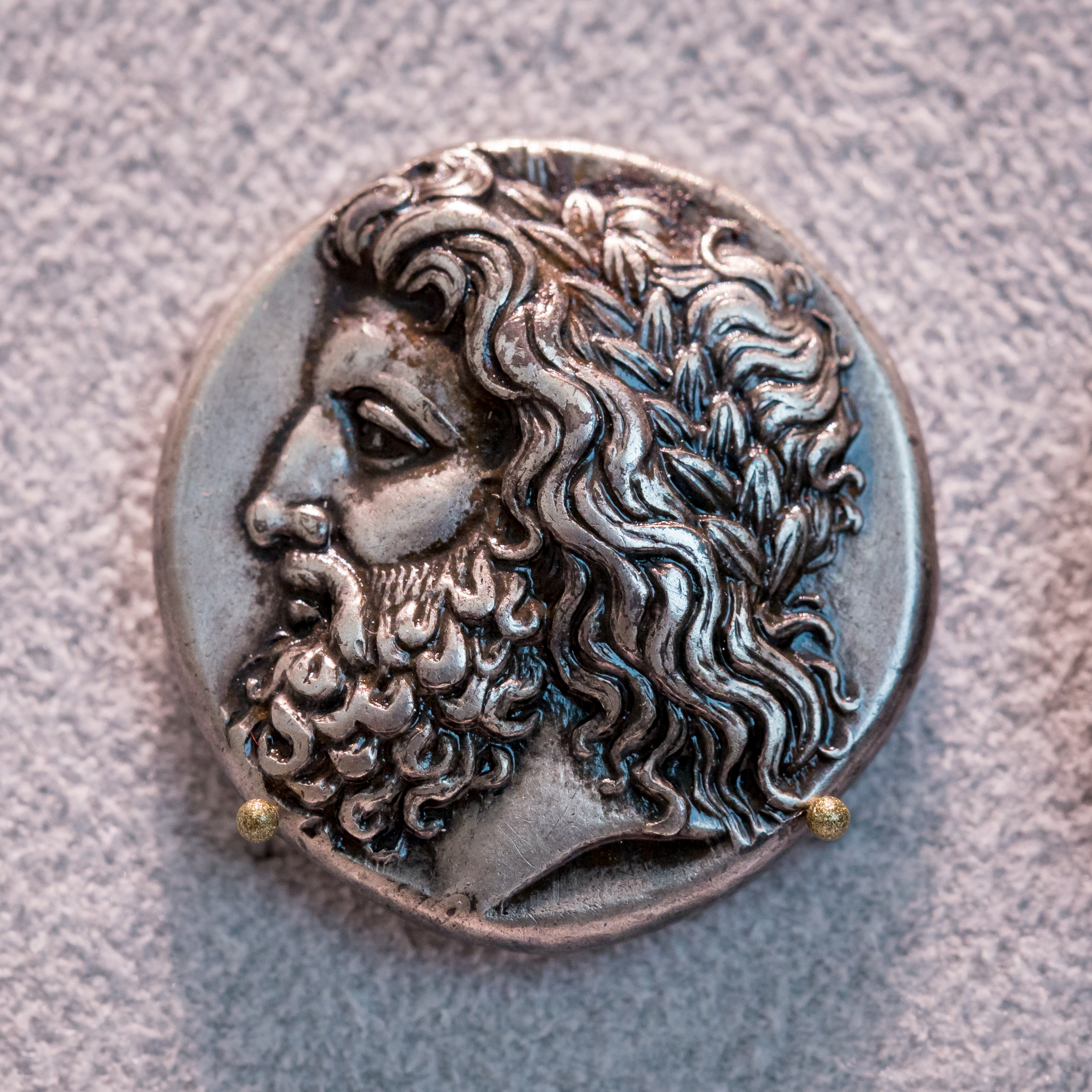
Statère d'argent à l'effigie de Zeus Lykaios, émis par la ligue arcadienne en 363/2 av. J.-C. Altes Museum de Berlin.

## Dion
Le sanctuaire de Dion est situé dans une plaine fertile de Piérie, au pied du mont Olympe, sur son côté nord. Son nom dérive probablement de celui du dieu, qui y est vénéré sous son épithète Olympios. Il est le sanctuaire national du royaume de Macédoine au Ve siècle av. J.-C., sous la dynastie des Argéades, qui se considère descendante de Zeus, père de Macédon, ancêtre éponyme des Macédoniens et lui-même père de leur ancêtre dynastique Argéas. Le roi Archélaos Ier institue à la fin du Ve siècle av. J.-C. des fêtes calquées sur celles d'Olympie, appelées Olympia, dédiées à Zeus et aux neuf Muses, marquées par des concours athlétiques et lyriques. Elles deviennent une manifestation de la puissance macédonienne, en particulier sous les règnes de Philippe II et d'Alexandre le Grand, qui célèbrent leurs victoires militaires à Dion. Le second y fait ainsi ériger un monument commémorant vingt-cinq de ses cavaliers tombés au Granique (334). Les traités conclus par la Macédoine y sont également inscrits, afin d'être garantis par Zeus. Le rôle de sanctuaire national continue sous la dynastie des Antigonides qui dirige le royaume jusqu'à la conquête romaine,.
Sous la domination romaine, le sanctuaire reste actif mais connaît une évolution théologique puisque le culte de Zeus qui devient dominant est celui de son épithète Hypsistos « très haut », dont la popularité croît durant cette période, particulièrement en Macédoine (dont il est peut-être originaire). S'il ne reste plus grand chose du grand temple de Zeus Olympios, celui du Hypsistos est mieux conservé et a notamment livré la statue cultuelle du dieu, dans un état fragmentaire. Il semble utilisé aux IIe – IIIe siècle ap. J.-C. Une stèle du milieu du IIIe siècle donnant les noms des membres d'une association religieuse de la cité voisine de Pydna consacrée au culte de Zeus Hypsistos atteste également de la popularité de ce culte en Piérie. Il reprend en grande partie des aspects de l'ancien culte à Zeus Olympios, mais pourrait aussi intégrer des éléments nouveaux,

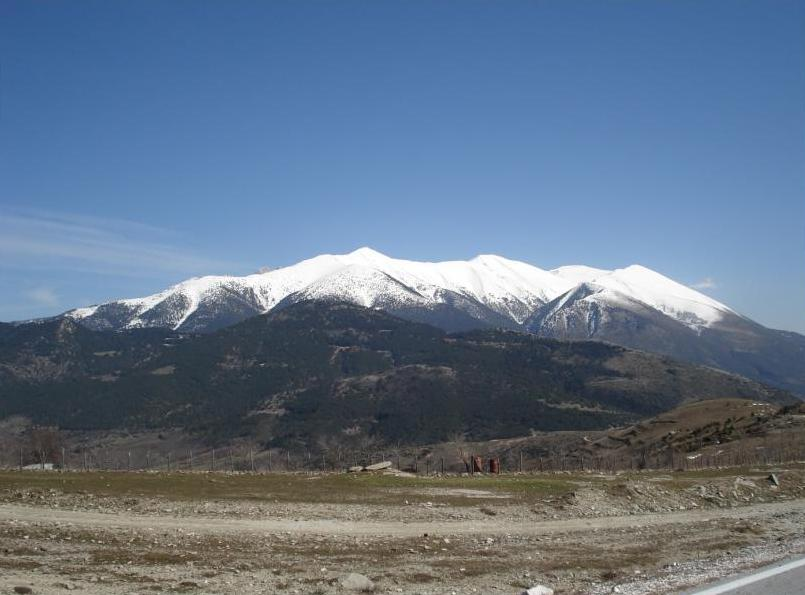
Vue du mont Olympe.
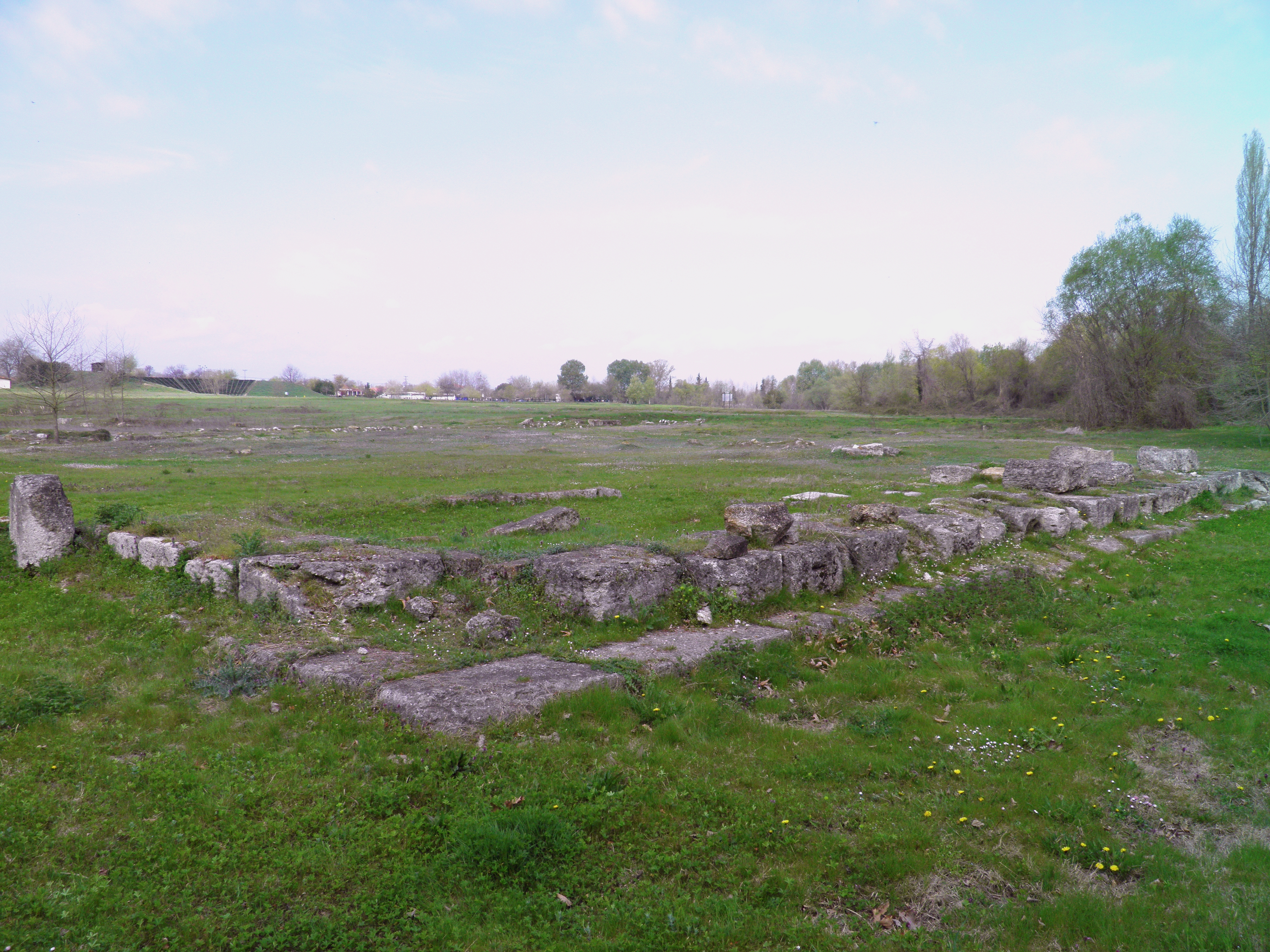
Emplacement du temple de Zeus Olympios à Dion.
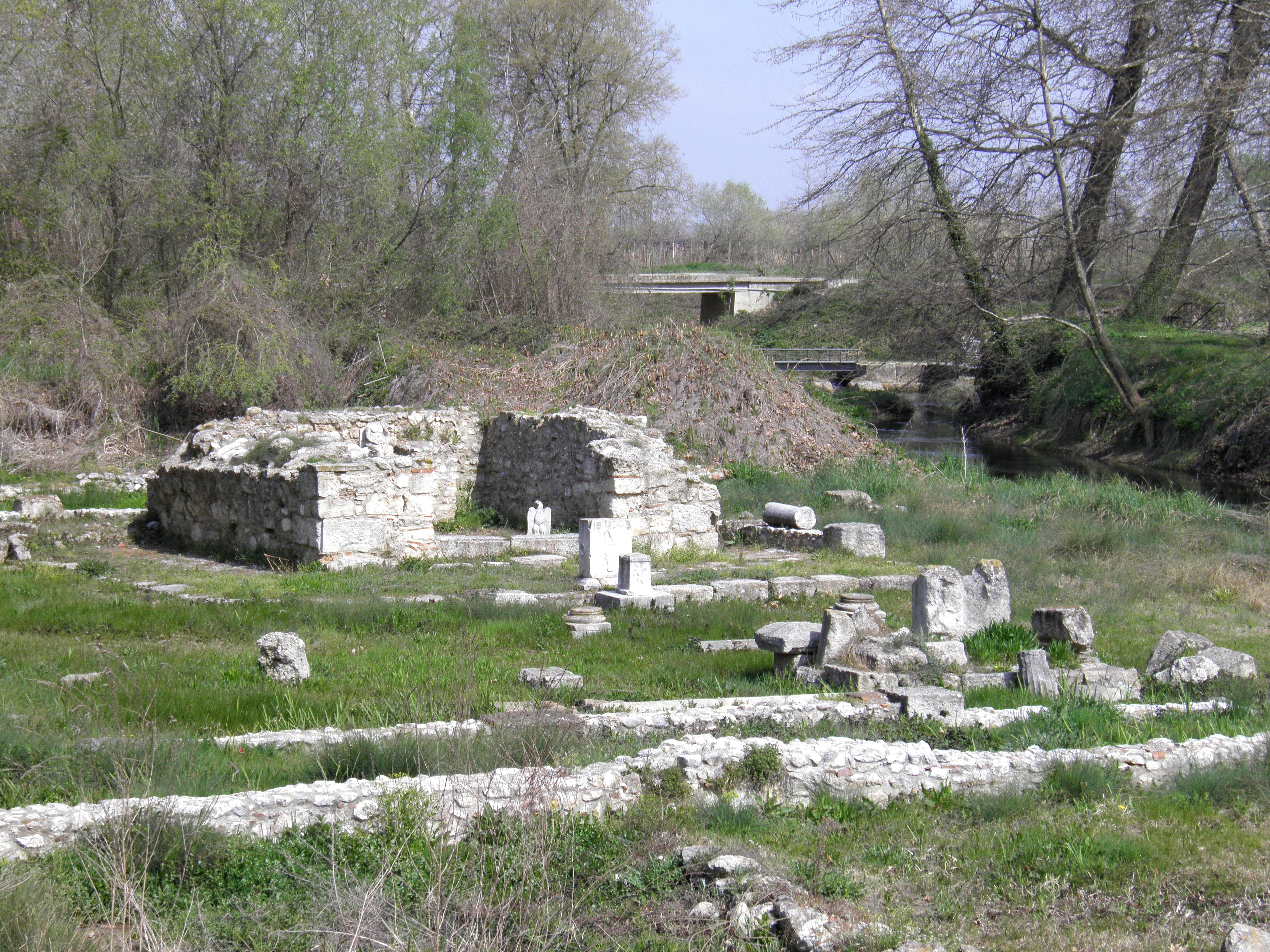
Vestiges du temple de Zeus Hypsistos à Dion.
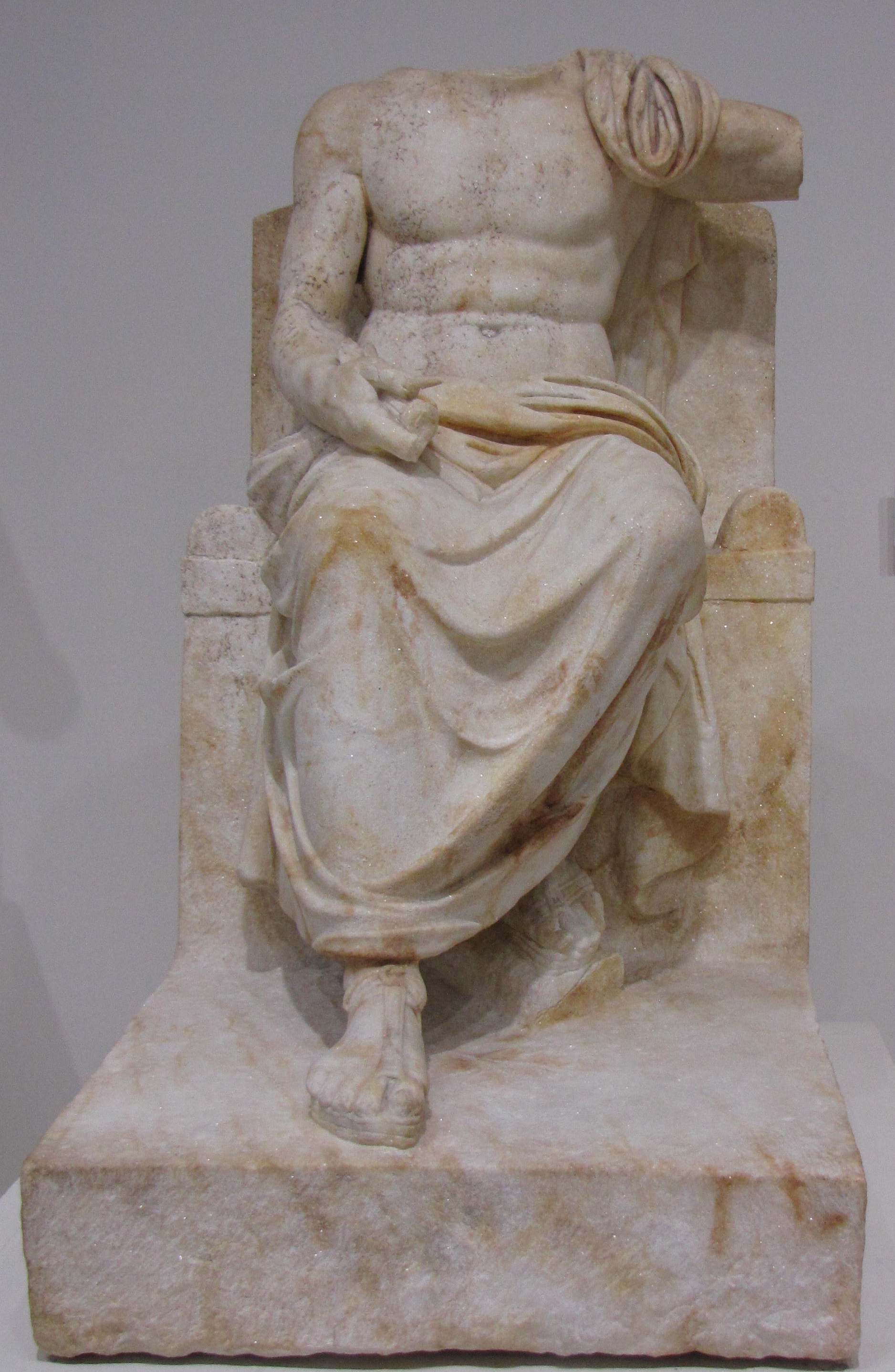
Statue de Zeus Hypsistos. Musée archéologique de Dion.
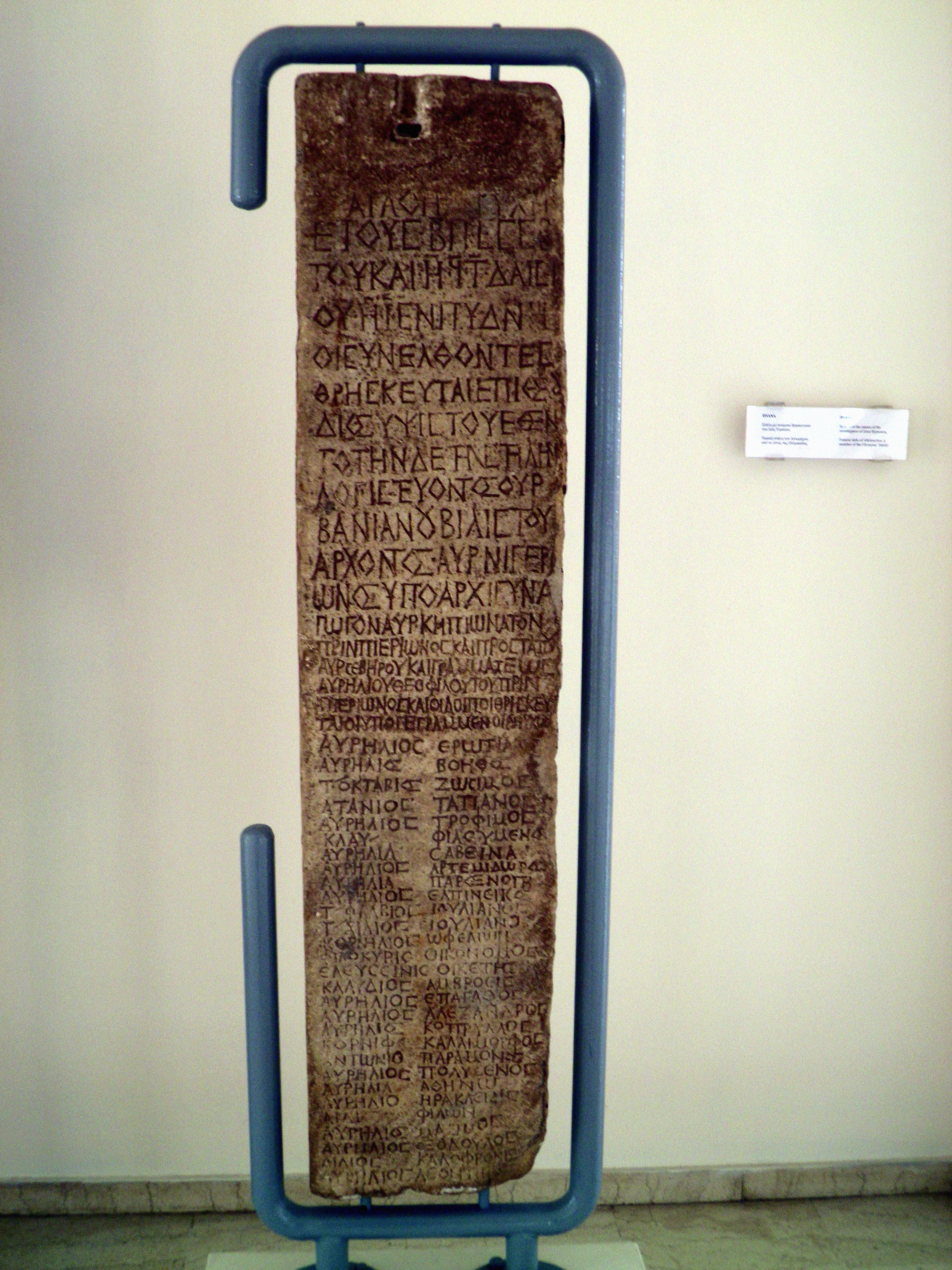
Stèle donnant les noms de fidèles de Zeus Hypsistos, membres d'une association cultuelle de Pydna. Musée archéologique de Dion.

## Athènes
La cité d'Athènes a pour divinité tutélaire Athéna, la fille de Zeus. Le roi des dieux joue ici un rôle qui le met au second plan, mais reste en fin de compte le dernier dépositaire de la souveraineté, qu'il délègue à Athéna, dont le rôle local ne saurait s'expliquer sans son statut de progéniture de Zeus. Cela se retrouve en particulier par le fait que les deux reçoivent à plusieurs reprises des épithètes cultuelles communes, en particulier en lien avec la sphère politique : 
- un autel à Zeus Polieus se trouve sur l'Acropole (dans sa partie orientale), le principal sanctuaire d'Athéna, vénérée en ce lieu sous son aspect Polias, et il est en particulier lors de la fête des Dipoleia (voir plus bas) ;
- Athéna Boulaia et Zeus Boulaios reçoivent un culte à la Boulè, le conseil ;
- Athéna Phratria et Zeus Phratrios sont invoqués par les phratries lors de la fête des Apatouries ;
- Athéna Archegetes-Zeus Archegetis forment un couple de figures fondatrices ;
- Athéna Soteira et Zeus Soter sont célébrés lors de la fête des Diisoteria qui est marquée par une procession rejoignant le Pirée où ils ont leur lieu de culte[19],[20],[21].

Les fêtes athéniennes en l'honneur de Zeus qui ont suscité les plus nombreux commentaires sont les Dipoleia, vouées à Zeus Polieus et accomplies sur l'Acropole le 14e jour du moins Scirophorion. La documentation antique nous renseigne surtout sur un rite sacrificiel  qui a lieu à cette occasion, les Bouphonies (le « meurtre d'un bœuf »). Une procession se rend à l'autel du dieu, autour duquel on fait déambuler des bœufs, jusqu'à ce que l'un deux mange des victuailles végétales déposées à cet endroit. Il est alors sacrifié et sa viande est consommée, alors que sa peau est remplie de foin pour faire une effigie de bœuf à laquelle on fait tirer un araire. Le rite se clôt par un procès de l'objet ayant servi à l'abattre, la hache ou le couteau. Un mythe concernant la mise à mort accidentelle d'un bœuf de labour et son expiation explique le rite selon Théophraste (rapporté par Porphyre de Tyr). Ce rite a suscité diverses interprétations modernes : certains y voient une manière d'expliquer et de justifier le sacrifice animal en général (K. Meuli, W. Burkert), d'autres insistent plutôt sur sa singularité, il pourrait aussi avoir une signification politique,.
Autrement, Zeus occupe une grande variété de rôles dans la vie des Athéniens. C'est comme ailleurs une divinité majeure des cultes domestiques, des relations sociales, des lieux situés en hauteur, des phénomènes atmosphériques, de l'agriculture, et l'abondante documentation athénienne est cruciale pour connaître un grand nombre de ses épithètes/épiclèses et comprendre toutes ses facettes,.
Zeus Meilichios dispose d'une grande fête à Athènes, les Diasies, qui ont lieu le 23e jour du mois Anthesterion et sont parmi les plus populaires de la cité. Elle se déroule hors des murs de la ville, dans le faubourg d'Agrai. C'est une fête des familles, qui se réunissent pour faire des sacrifices, végétariens selon Thucydide, bien qu'on sache par Aristophane que le dieu recevait aussi de la viande. Ce dernier indique aussi que c'était une opportunité pour offrir un jouet à un enfant.
Le plus grand lieu de culte de Zeus à Athènes est situé en contrebas de l'Acropole, au sud-est, au bord de la rivière Ilissos, et est dédié à son aspect Olympios, particulièrement prisé par les monarques. Le tyran Pisistrate projette un temple monumental de plus de 100 mètres à la fin du VIe siècle av. J.-C., mais la chute de son régime interrompt le chantier. Le roi séleucide Antiochos IV (175-164) entreprend de l'achever, mais sa mort met fin à ce projet. C'est l'empereur romain Hadrien qui le fait achever entre 124 et 132 de notre ère. Il s'agit d'un grand temple de 110 × 43 mètres, l'un des plus grands du monde gréco-romain, dont le toit est supporté par des grandes colonnes à chapiteaux corinthiens, enfermé dans une enceinte de 205 × 128 mètres. C'est également un lieu de culte impérial en l'honneur d'Hadrien, qui reprend l'épithète Olympios et se fait assimiler à Zeus. Il n'y a d'ailleurs apparemment pas d'autel du dieu, mais en revanche il y a une grande statue chryséléphantine de lui dans le temple. Selon le témoignage de Pausanias, le sanctuaire était rempli statues de l'empereur offertes par des cités de tout le monde grec, donc des socles ont été mis au jour sur place. Hadrien entreprend d'autres projets de construction à Athènes, en lien avec la création d'une ligue de cités grecques, Panhellénique, dont il établit le siège dans la cité. Mais on ne sait pas si le lieu précis est le temple de Zeus Olympios ou ailleurs, notamment dans un autre temple situé sur le même site, peut-être dédié à un Zeus Panhellenios,,.

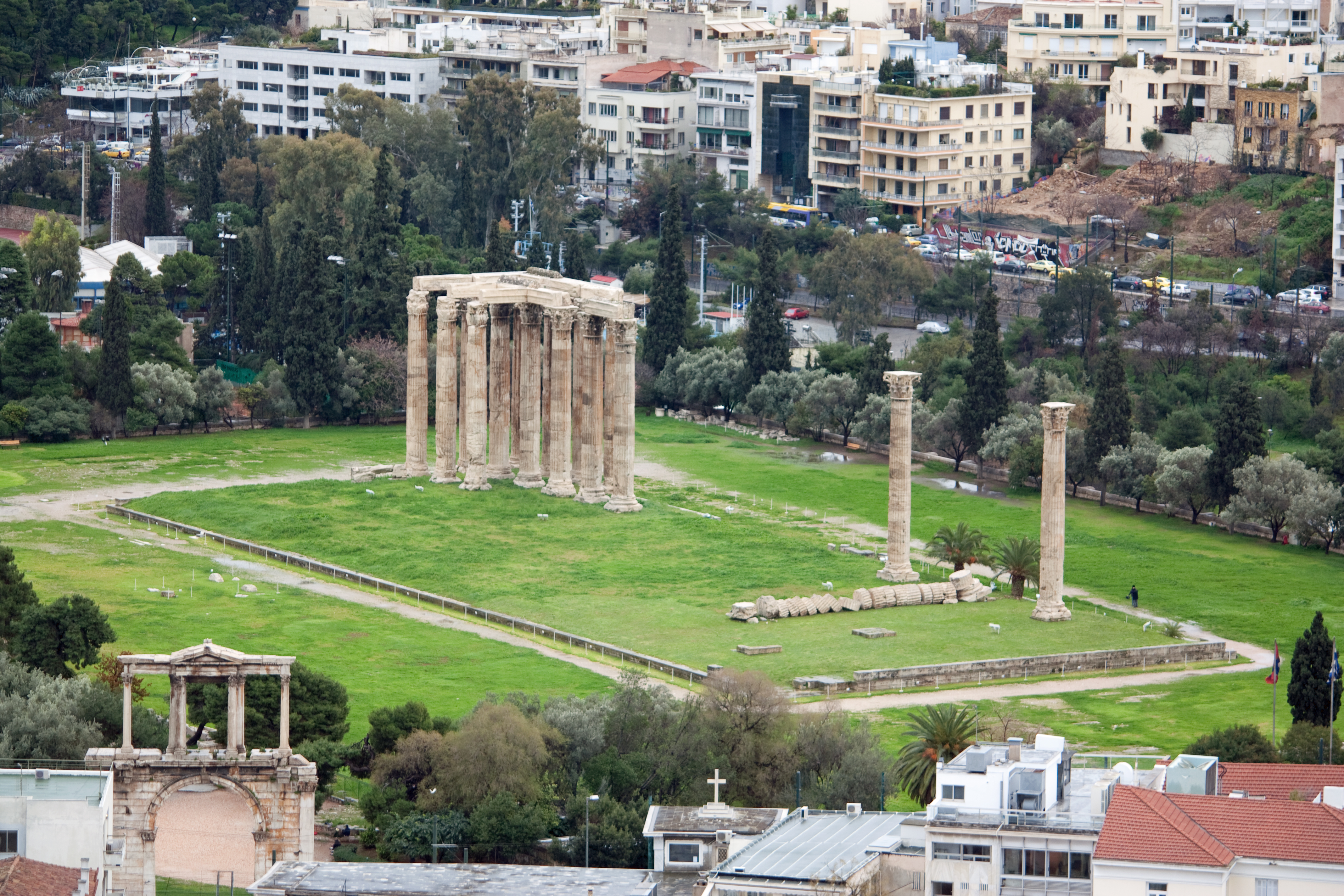
Vestiges de l'Olympeion d'Athènes, vus depuis l'Acropole.
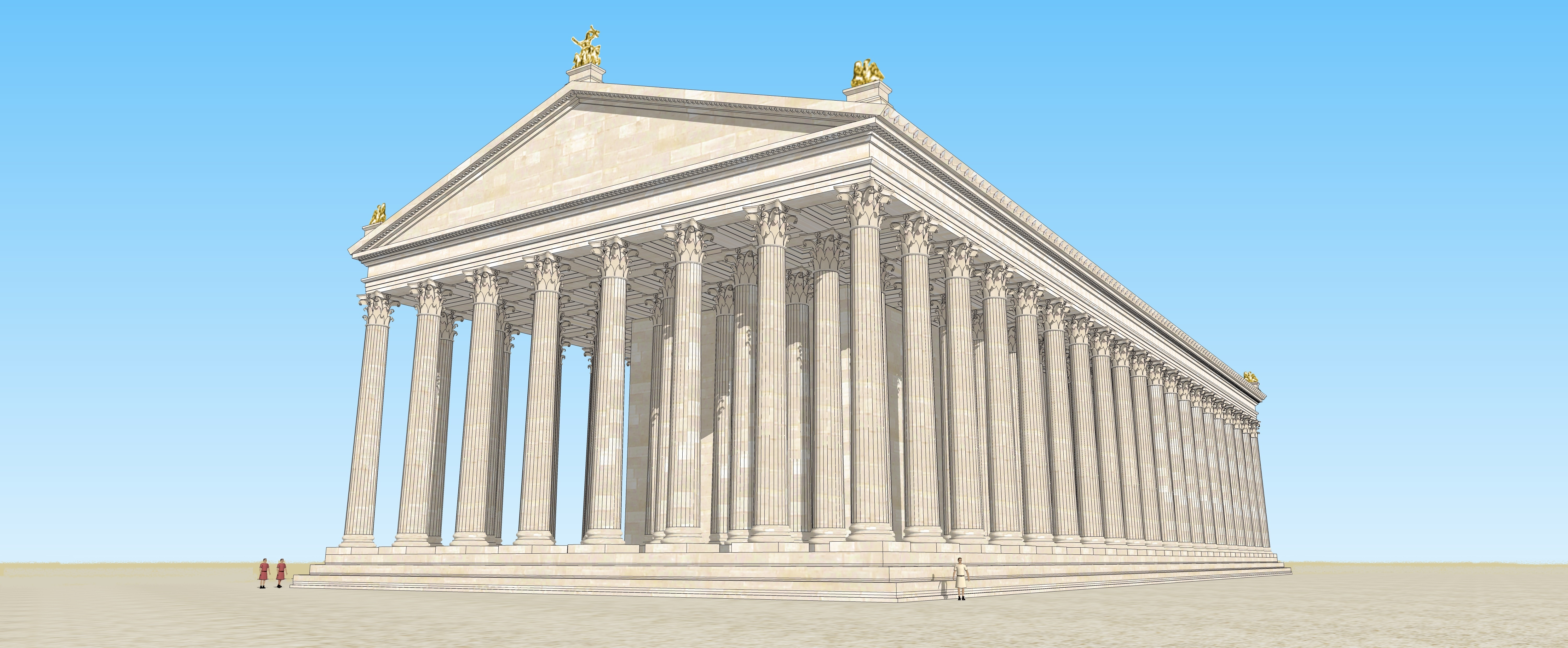
Restitution 3D de l'Olympeion d'Athènes.
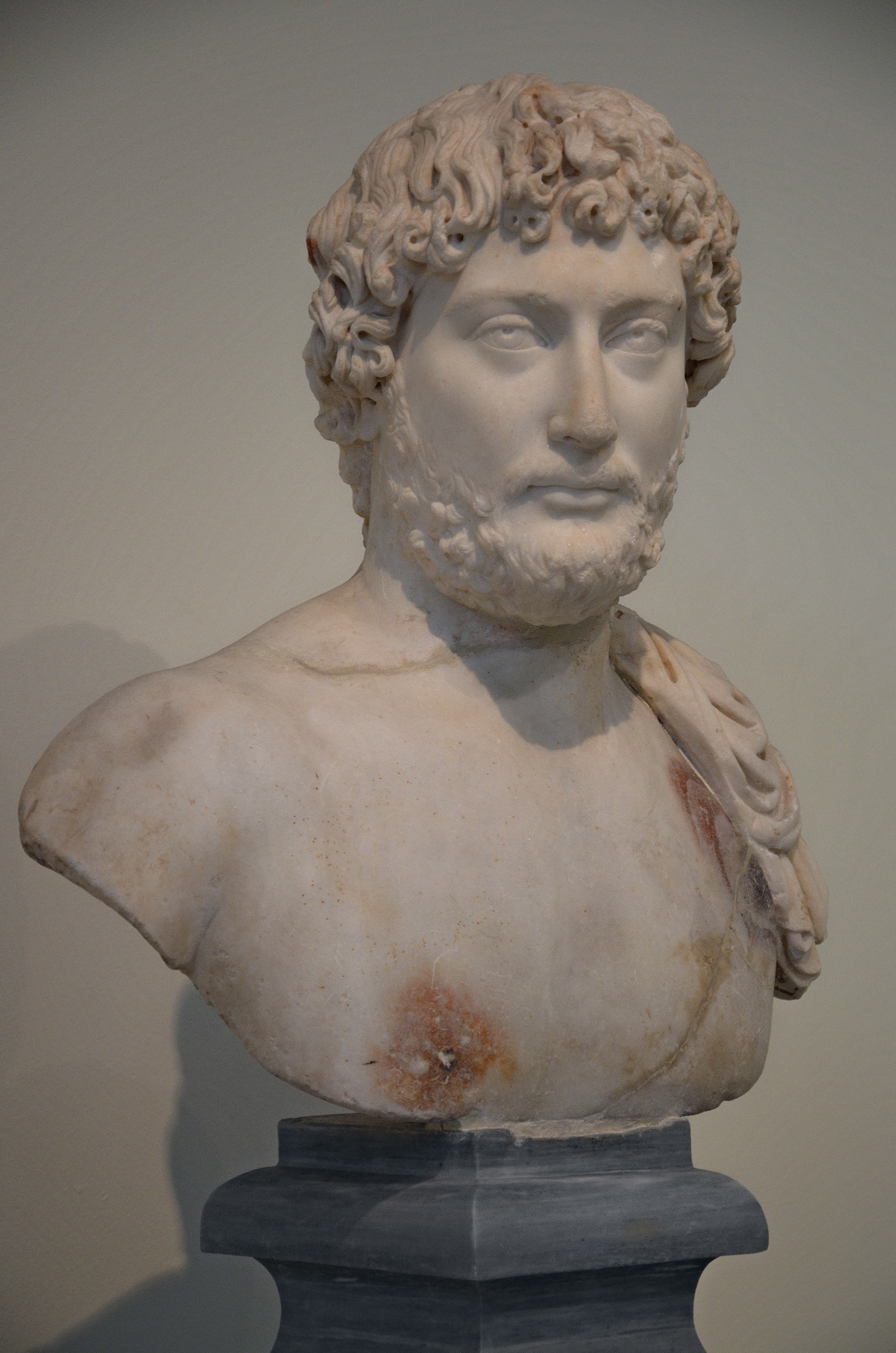
Buste d'Hadrien mis au jour dans l'Olympeion. Musée national archéologique d'Athènes.

## Cultes domestiques
La fonction souveraine de Zeus se retrouve aussi au niveau du foyer, l’oikos des anciens Grecs, puisqu'il en est le protecteur et fait l'objet de cultes dirigés par le chef de famille, autorité suprême au niveau domestique. Cela est surtout documenté à Athènes, autour de quelques aspects de Zeus.
Parmi eux, Zeus Ktesios « des richesses » agit sur l'acquisition et la préservation des biens de la famille. Sa protection s'exerce en particulier sur les magasins et lieux de stockage. Il semble plus précisément associé aux jarres, type d'objet qui pourrait servir à le symboliser. L'orateur Isée (v. 420-340) cite un bon père de famille qui conduit son culte en présence de sa famille proche, sans esclaves et étrangers, mais dans d'autres foyers une audience plus large est admise (Sur la succession de Kiron, 16),,. Zeus Herkeios « de l'enceinte/de la clôture » semble aussi associé aux foyers et aux familles, mais son rôle est complexe à comprendre. Il semble vénéré dans la cour des maisons athéniennes et son culte est considéré comme un devoir pour toute famille qui se respecte (aussi pour les groupes plus larges que sont les phratries),.
Zeus Sôter « sauveur » joue aussi un rôle dans le cadre domestique. Eschyle en fait à plusieurs reprises le dieu qui octroie l'autorité au chef de famille, et qui protège l'intégrité de la maison (il « garde les foyers des justes » selon un passage des Suppliantes). On lui verse également des libations lors des banquets (symposion). Zeus Philios « de l'amitié » est lui aussi lié au banquet (symposion) : on lui fait des libations et on dresse même une couche pour l'accueillir dans des banquets athéniens,.

## Galerie

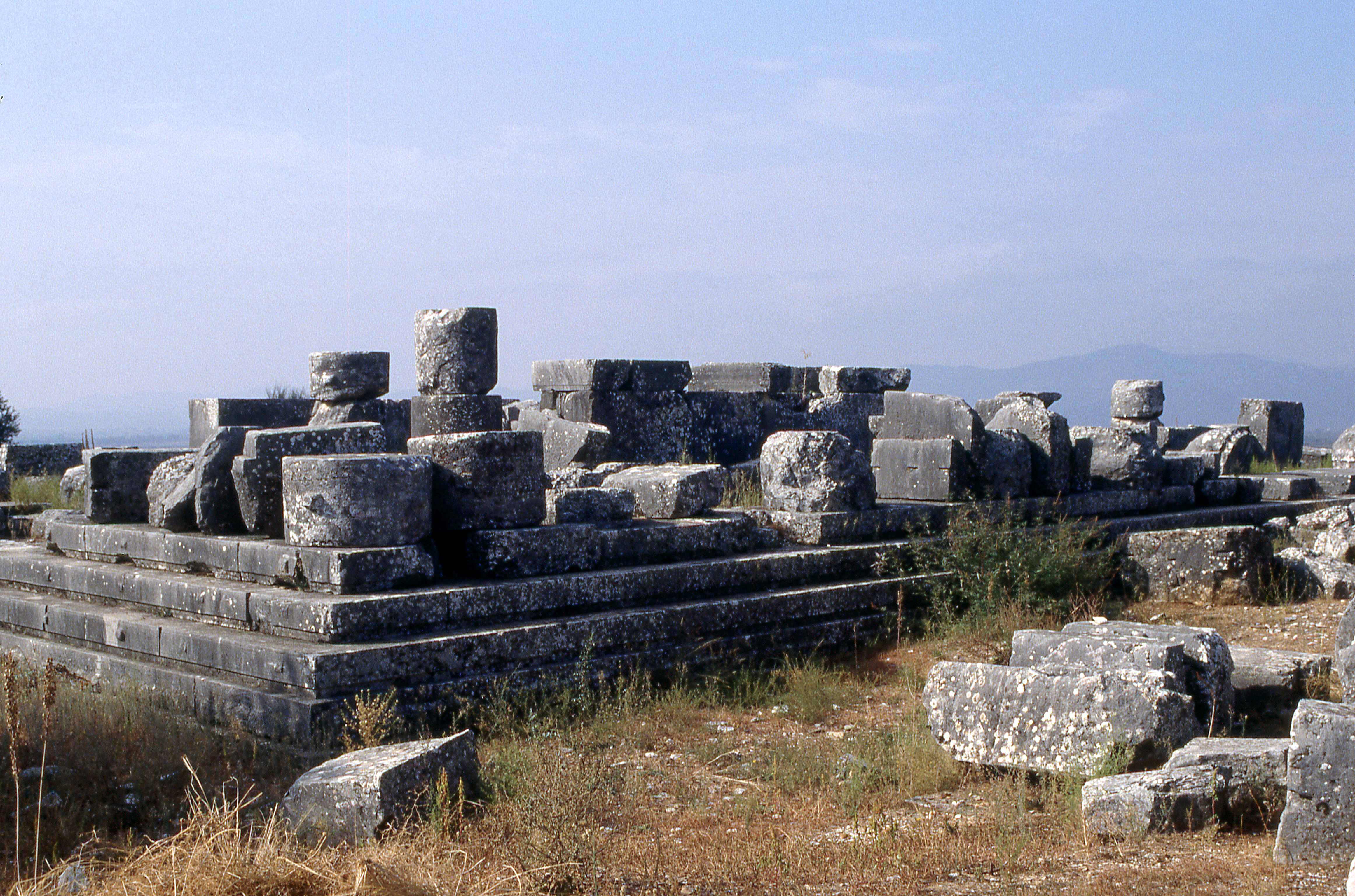
temple de Zeus à Stratos (Grèce).
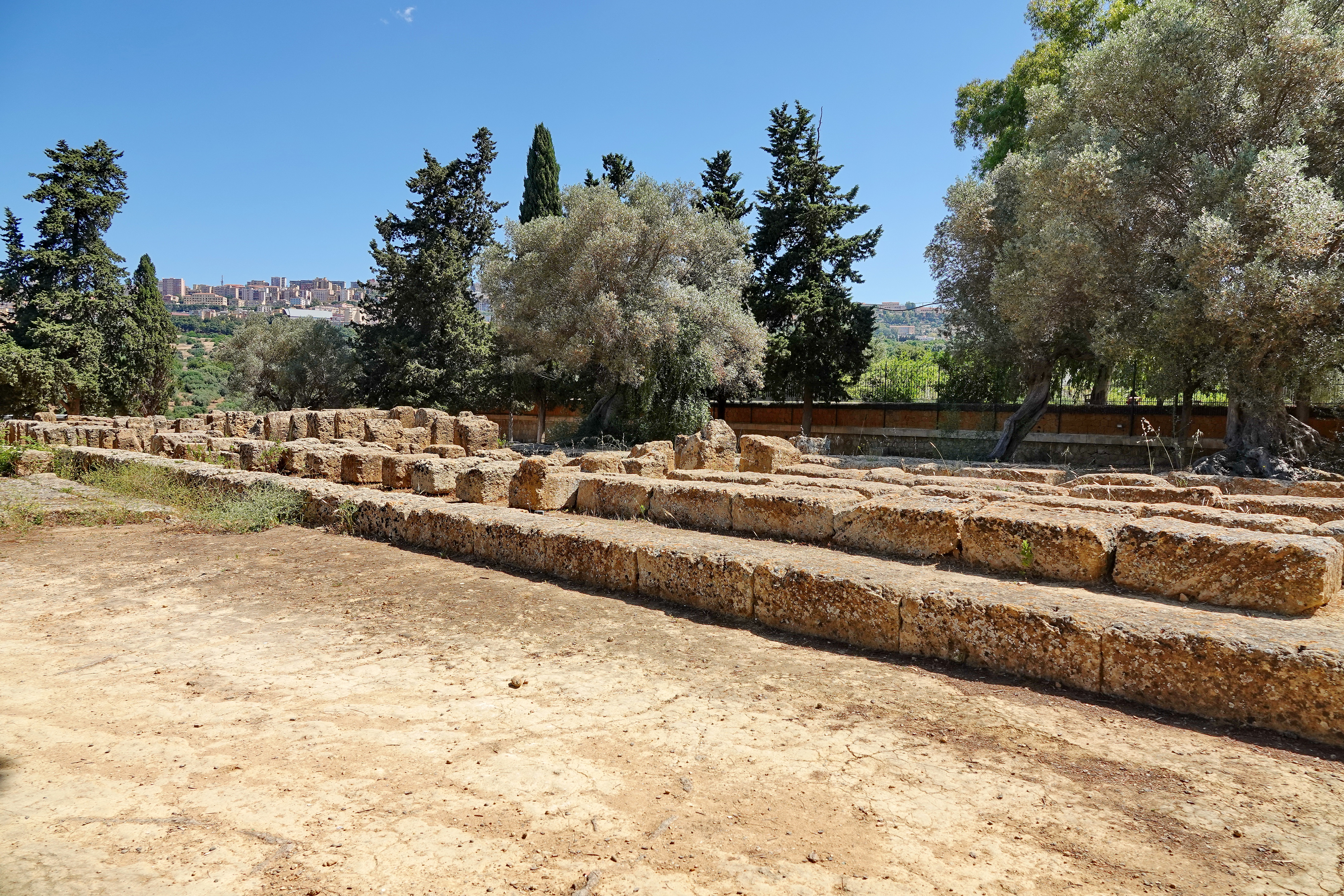
Autel de Zeus Olympios à Agrigente (Sicile).
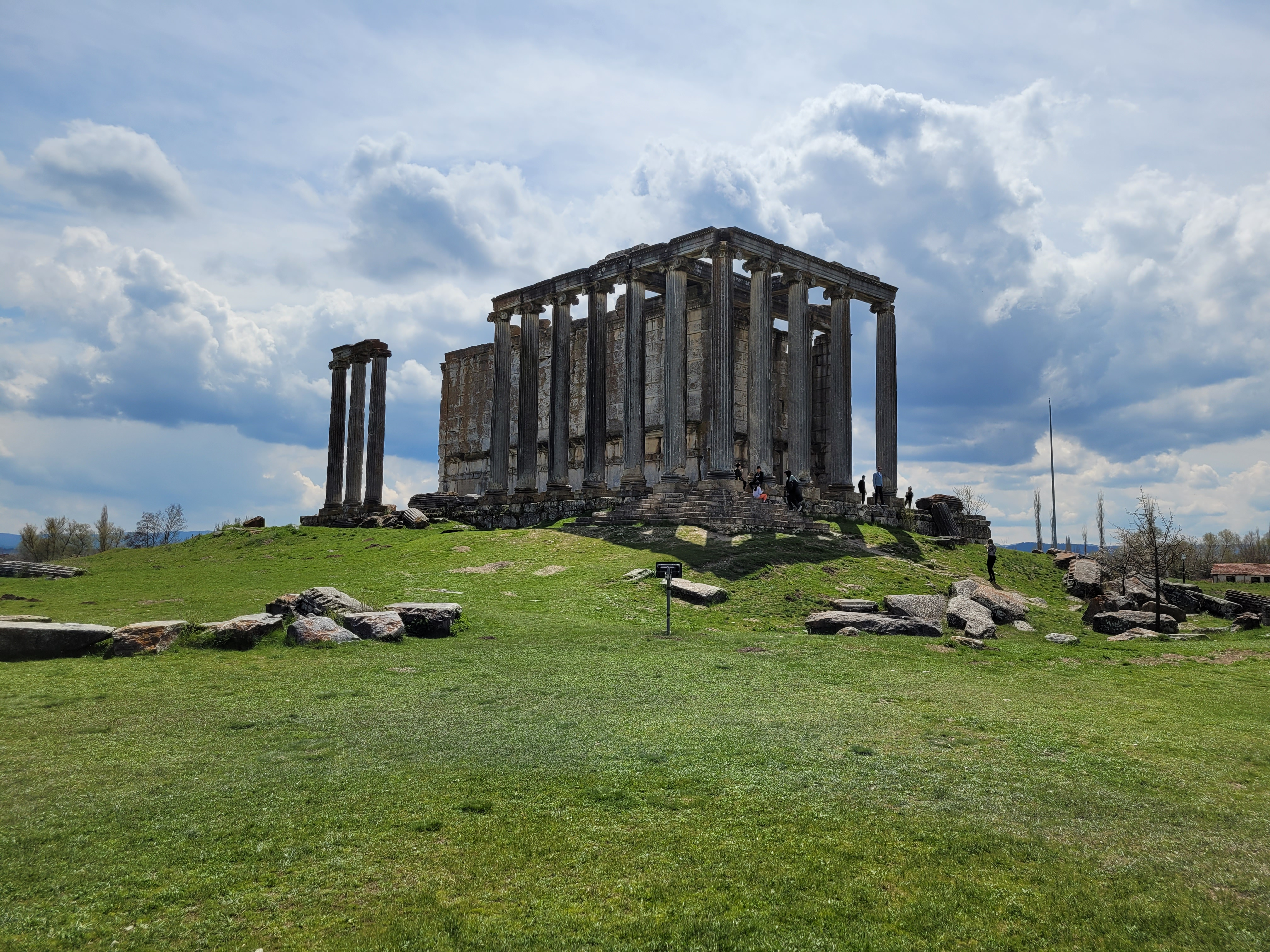
Temple de Zeus à Aizanoi (Turquie).
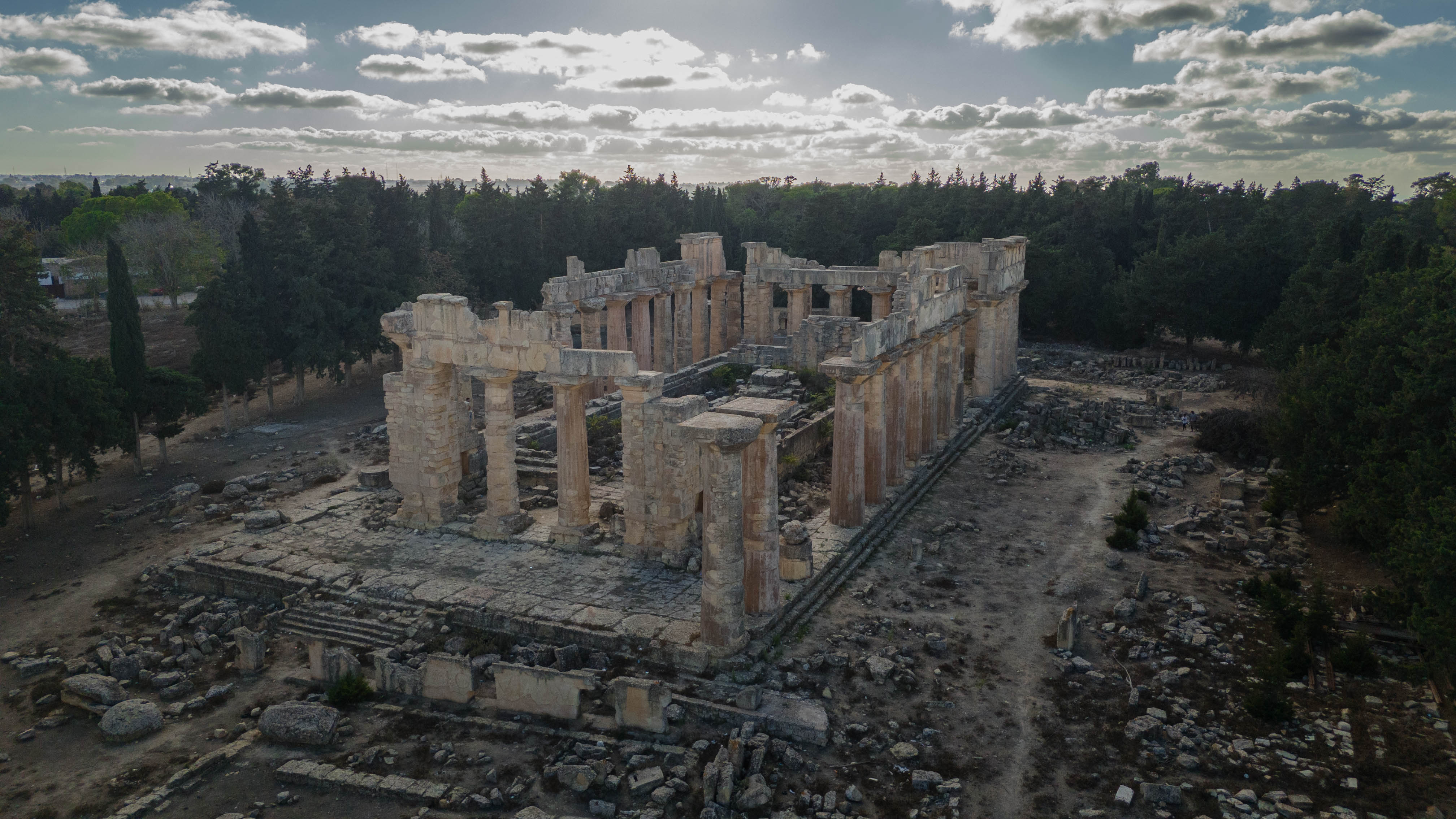
Temple de Zeus à Cyrène (Libye).

## Zeus hors de Grèce
La figure de Zeus évolue aussi hors de Grèce à partir du moment où des communautés grecques s'implantent à l'extérieur, au moins dès l'époque de la colonisation archaïque (VIIIe – VIIe siècle av. J.-C. ; mais sans doute avant à Chypre et en Anatolie) et plus encore à la suite des conquêtes d'Alexandre ouvrant l'époque hellénistique (IIIe – Ier siècle av. J.-C.). Son culte est donc transporté hors de Grèce, et sa figure influence des cultes locaux, suivant des phénomènes souvent désignés comme des « syncrétismes », bien que le terme soit simplificateur,. Cela s'inscrit plus largement dans le processus complexe d'« hellénisation », dans un monde dans lequel la culture grecque est la culture « globale » de référence, ce qui n'empêche pas des échanges culturels dans les deux sens.
Les possibilités sont très variées. Le polythéisme étant un système ouvert, les dieux étrangers ne sont pas considérés comme faux et ils sont plutôt identifiés à la divinité grecque qui leur ressemble le plus. Il s'agit au minimum d'une simple traduction, une interprétation d'une divinité étrangère à l'aune de la divinité grecque qui lui ressemble le plus (Interpretatio graeca), et dans la plupart des cas les Grecs ne lui rendent pas un culte. Dans cette optique, tout dieu qui occupe la position suprême dans un panthéon « barbare » est susceptible d'être appelé « Zeus » par les Grecs. Le nom de Zeus est aussi employé en apposition à celui de divinités étrangères (Zeus Ammon, Zeus Belos, Zeus Sabazios, etc.), dénominations qui peuvent couvrir des significations variées (il ne faut pas forcément y voir un syncrétisme). Les changements commencent là où la mixité se produit, lorsque des Grecs et des non-Grecs, et des personnes aux origines à la fois grecques et non-grecques, côtoient ce lieu de culte, ce qui se produit avec l'implantation de communautés grecques hors de Grèce. Le processus est à double sens. Cela peut se limiter à des juxtapositions, chacun vénérant sa propre version du dieu au même endroit, ou conduire à des mélanges plus ou moins prononcés, qui commencent plutôt par l'adoption d'une iconographie de type grec (un dieu représenté à l'image de Zeus, sans pour forcément reprendre ses fonctions). Ainsi, dans un contexte très marqué par l'influence culturelle grecque, le dieu romain Jupiter reprend divers traits de Zeus : avant tout son iconographie et sa mythologie, mais aussi certaines fonctions. Puis avec la mise en place de la domination romaine des syncrétismes se produisent aussi entre Jupiter et les divinités orientales en contact avec Zeus. Le syncrétisme qui découle de contacts prolongés peut aussi conduire à l'émergence de cultes à divinités originales mêlant des éléments grecs et non-grecs, avec aussi par l'apparition de nouvelles épithètes de Zeus, inconnues en Grèce, de « fusions » de Zeus avec des divinités étrangères. Tout cela conduit donc dans plusieurs cas à l'apparition de divinités appelées Zeus mais très différents des Zeus vénérés en Grèce.

### Zeus en Anatolie: l'exemple de la Carie
L'Anatolie est l'une des premières régions où des populations non-grecques s'hellénisent au contact de cités grecques. Dès le IVe siècle av. J.-C. l'adoption d'éléments grecs conduit à des évolutions culturelles significatives. Les principales divinités sont ainsi identifiées à des divinités grecques, ce qui facilite l'adoption de la figure de Zeus, puisque les panthéons anatoliens sont dominés depuis au moins l'âge du bronze par des dieux de l'Orage associés aux monts, comme l'atteste la documentation hittite (cf. Tarhunna). La Carie, située au sud-est de la région, au contact des cités grecques d'Ionie et de Rhodes, adopte la culture grecque, avec la vie en cités, en particulier sous la domination de la dynastie des Hécatomnides, et cela se prolonge durant les époques hellénistique et romaine. Zeus y est la divinité qui dispose de plus d'épithètes, et plusieurs des principales divinités de la région sont des aspects de Zeus, associés comme ailleurs à la souveraineté et aux monts, aux forces atmosphériques, à la fertilité, et aux institutions civiques,,. On le trouve sous différentes épithètes courantes en Grèce (Keraunios, Kataibates, Hypatos, Sôter, Eleutherios, Ktesios, etc.), mais les principales figures sont originales, souvent avec une épithète renvoyant à un lieu. On trouve un Zeus Karios « Carien », mentionné par Hérodote en lien avec un sanctuaire à Mylasa. Il a aussi un lieu de culte près de Stratonicée dans le sanctuaire de Panamara, où il est associé à Héra. Par la suite le Zeus dominant dans ce lieu est celui nommé Panamaros « de Panamara », épithète qui apparaît au Ier siècle av. J.-C. (en remplacement de la précédente ?), et devient surtout une figure locale, le dieu majeur de Stratonicée. Il est vénéré lors des fêtes des Komyria à Panamara, puis à partir du IIe siècle ap. J.-C. il dispose d'une seconde fête, les Panamareia, cette fois-ci dans la ville de Stratonicée. Une autre cité importante de la région, Mylasa, comprend deux Zeus majeurs, vénérés là encore dans des sanctuaires hors les murs. Le premier, Zeus Labraundos, tenant son nom du sanctuaire extra-urbain de Labraunda, semble plus lié au tonnerre et à la fertilité, et a pour symbole la double hache, labrys, probablement d'origine anatolienne. Le second, Zeus Osogôs/Osogollis (l'épithète semble être le nom d'une ancienne divinité identifiée à Zeus) a des aspects célestes et aquatiques/maritimes : il est aussi nommé Zénoposéidon, nom composé à partir de ceux de Zeus et de Poséidon, et sur les monnaies il est représenté avec les attributs de l'un et de l'autre, l'aigle et le trident,. Il s'agit manifestement de divinités cariennes, autochthones, qui ont évolué dans un contexte d'hellénisation tout en préservant des aspects propres visibles dans l'iconographie. Le temple dédié au dieu le mieux conservé dans la région est celui de Zeus Lepsynos, sur le site de l'ancienne Euromos, probablement daté du règne d'Hadrien.

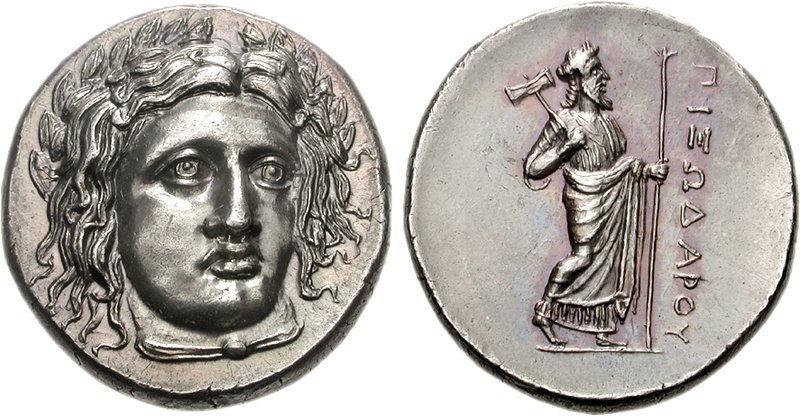
Monnaie des satrapes de Carie du IVe siècle av. J.-C. représentant au revers Zeus Labraundos tenant sa double hache.
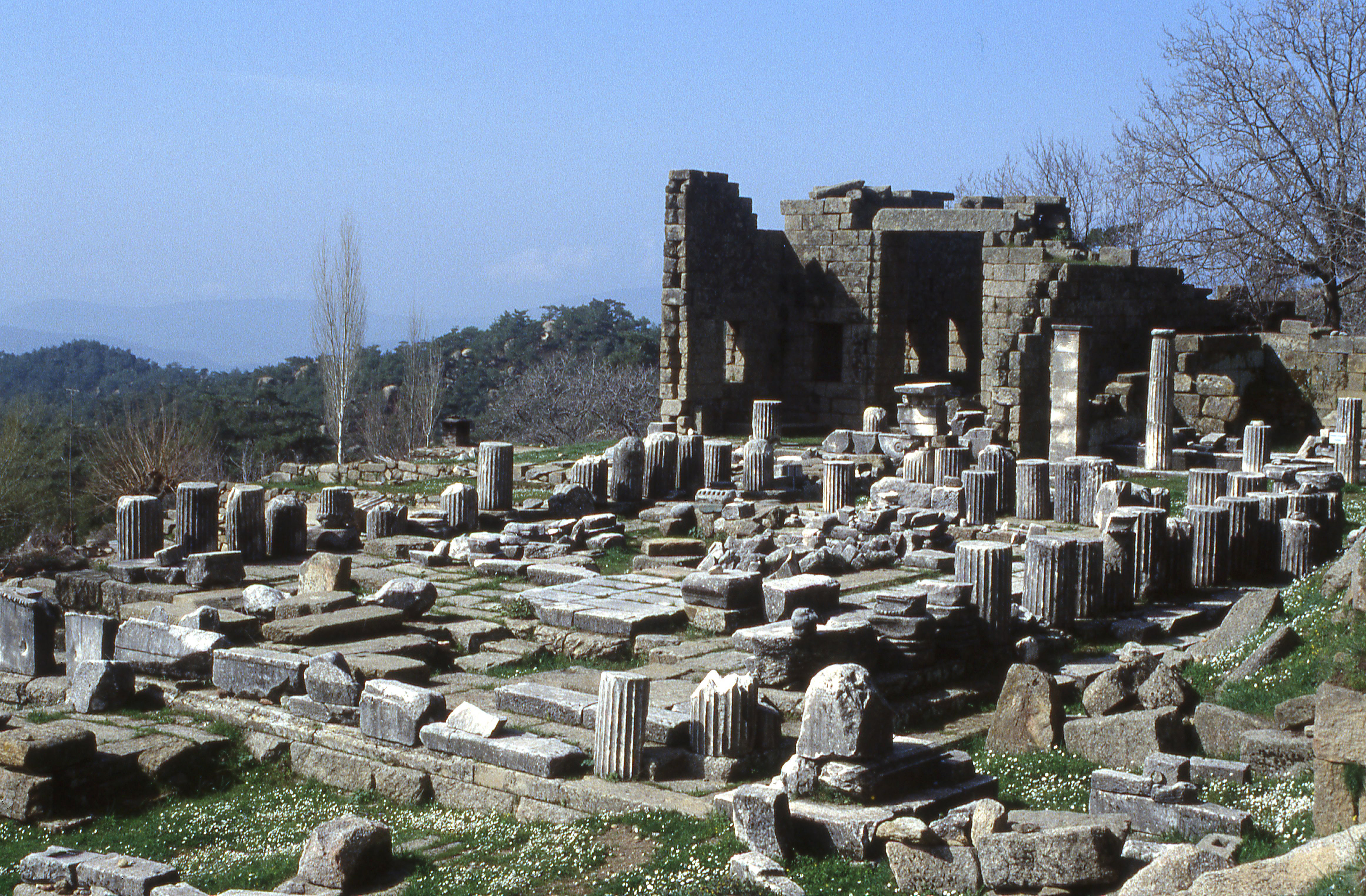
Vestiges du temple de Zeus à Labraunda.
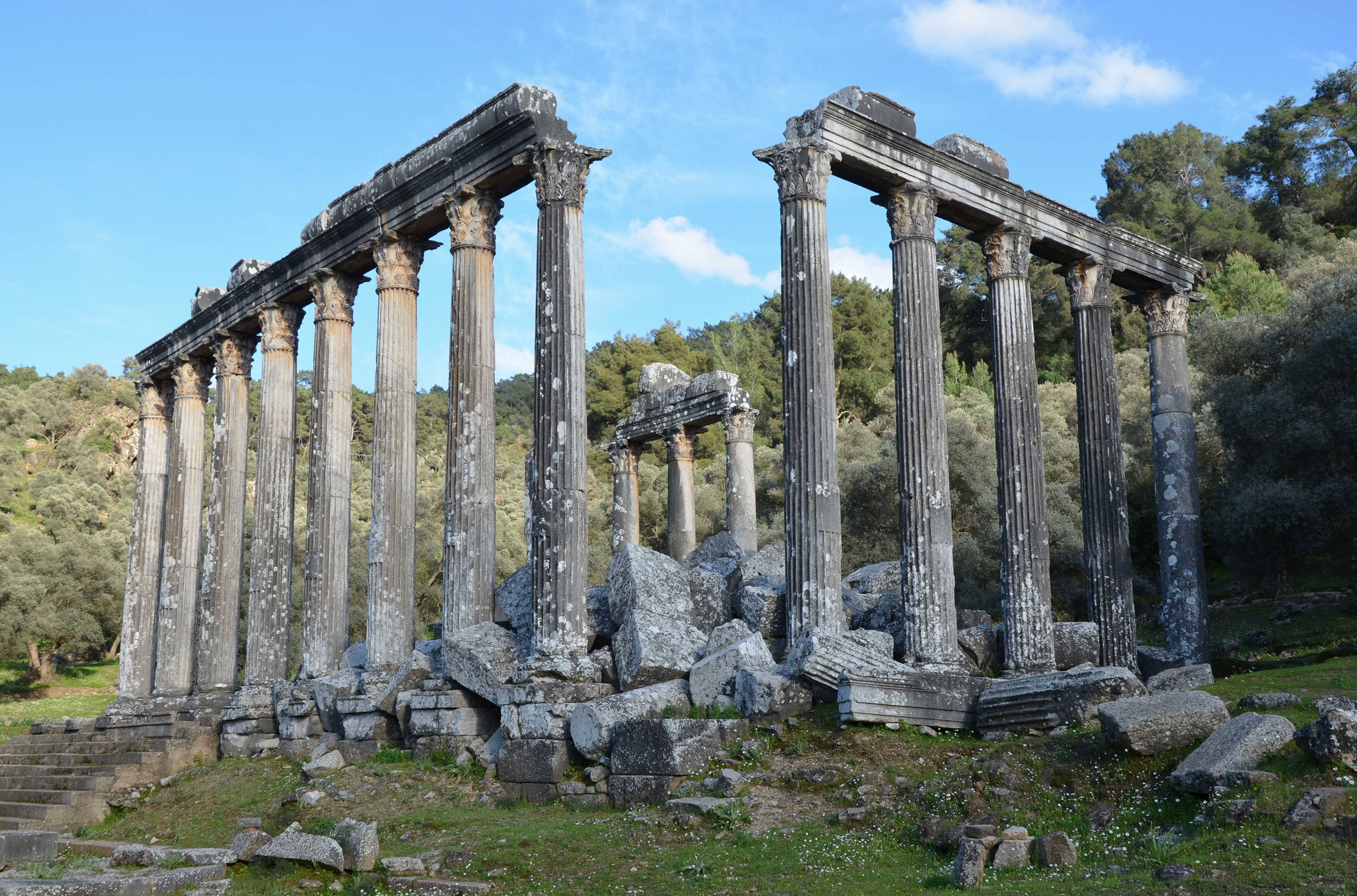
Temple de Zeus Lepsynos à Euromos, IIe siècle.

### Zeus au Proche-Orient
Dans le Proche-Orient hellénistique et romain (Syrie, Haute Mésopotamie, Liban, Levant méridional), Zeus est généralement identifié aux dieux de l'Orage, connus sous différents noms, principalement Hadad et Baal/Bêl,, qui sont comme lui des figures souveraines, maîtrisant les éléments atmosphériques et associé aux montagnes. Cette assimilation pourrait être facilitée par le fait que Zeus a été influencé par ces divinités avant l'époque archaïque,. Il est possible que le nom de Zeus en vienne à avoir une fonction générique similaire à celui qu'a traditionnellement la dénomination Baal/Bel « Maître »/« Seigneur », dans ces régions, pour désigner des dieux majeurs aux aspects souverains et célestes, quoi que dans l'ensemble l'emploi de son nom dans ces régions semble très fluide et recouvrir plusieurs significations, certaines proches de ses appellations grecques traditionnelles, d'autres plus liées au contexte religieux oriental/sémitique. En tout cas, en raison de son importance en Syrie et dans les régions voisines, Zeus y a été particulièrement utilisé par la propagande royale séleucide, puis impériale romaine (aussi Jupiter). On trouve souvent dans ces régions des cultes à Zeus Hypsistos « très haut », épithète dont la portée exacte est discutée, qui renvoie à une position élevée voire supérieure aux autres dieux (cf. plus haut).

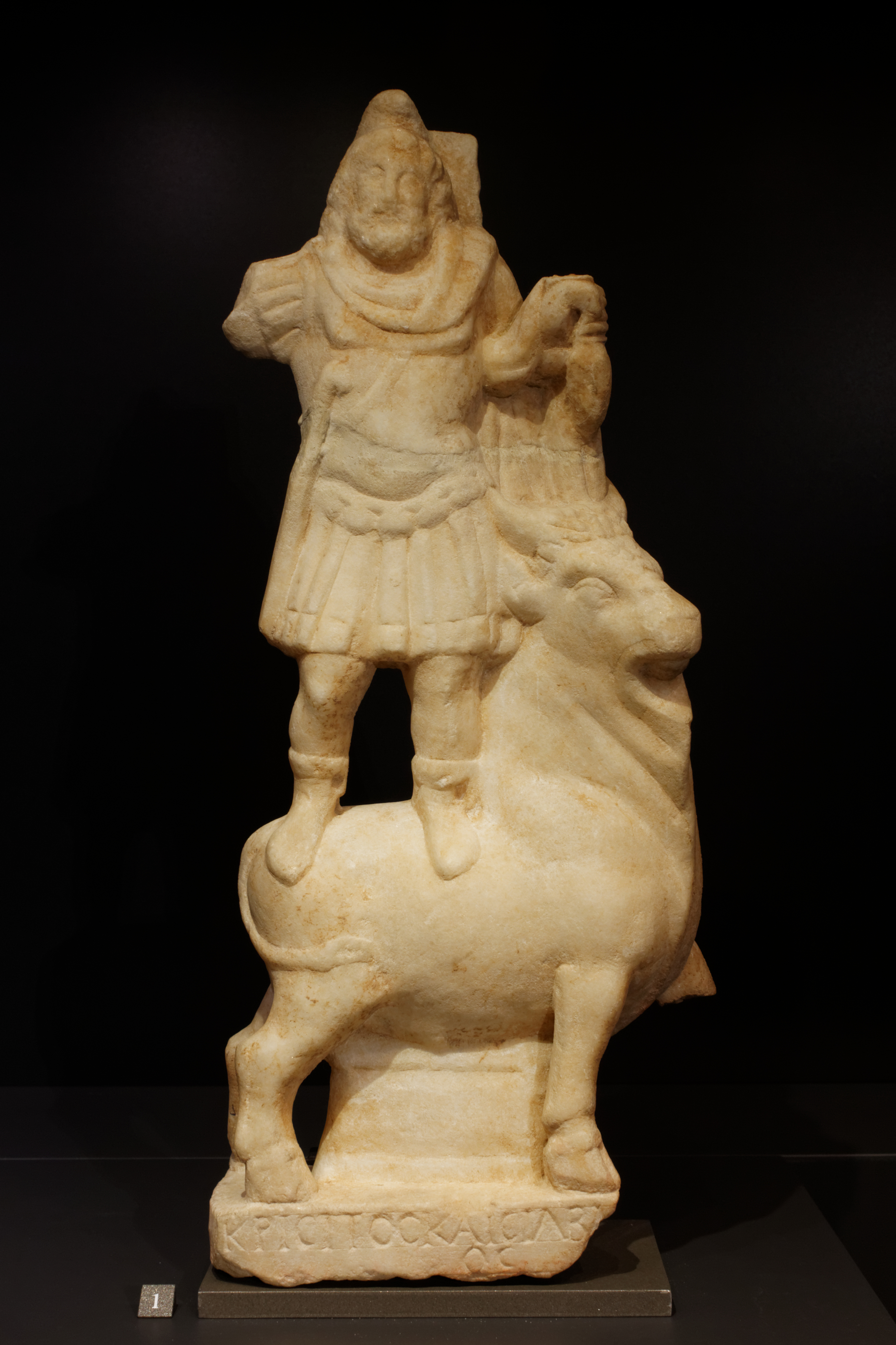
Statue représentant Zeus/Jupiter Dolichène debout sur un taureau, dans une posture héritée de l'art proche-oriental. ap. J.-C. Musée du Louvre.

Un des aspects de Zeus les plus populaires dans la zone syro-anatolienne est Dolichenos/Dolikhaios, qui doit son nom à Dolichè (Dülük) en Commagène, dont le principal lieu de culte se trouve à Dülük Baba Tepe. C'est une figure syncrétique, comme le reflète l'iconographie du dieu, représenté debout sur un taureau brandissant un foudre et une double hache s'inscrit dans les traditions locales liées au dieu de l'Orage. Localement il est plutôt nommé « dieu de Dolichè ». Son culte devient particulièrement populaire à l'époque romaine, quand il est surtout désigné comme Jupiter Dolichenus.
Un autre aspect important est Zeus Belos, épithète formée par l'ajout du nom divin sémitique Baal/Bêl (« le Seigneur/Maître »), qui pourrait aussi traduire une influence babylonienne (voir plus bas). Il se retrouve en particulier à Apamée en Syrie, où son culte a un aspect oraculaire,. L'identification de Zeus à Bêl/Belos se retrouve aussi à Palmyre où ce dieu est la principale divinité locale. Le dieu grec est aussi identifié à une autre divinité voisine, Baalshamin « le Maître du Ciel », à Palmyre, à Doura Europos, et d'autres sites syriens, aussi à Oumm el-Amed en Phénicie,.
Son épithète Olympios est attestée dans plusieurs endroits, sa popularité étant liée en bonne partie au fait que son culte a été promu par la propagande séleucide. Il a donc un aspect avant tout souverain, présentant un mélange d'éléments grecs et proche-orientaux. Le temple monumental de Zeus à Jerash est dédié à cet aspect.
Divers autres exemples en cours d'étude illustrent la complexité des recompositions des cultes dans le Proche-Orient hellénisé, qui ressortent surtout dans les différentes manières de (re)nommer les dieux. Zeus reçoit dans ces régions des épithètes déjà connues dans le monde grec. Il dispose d'un culte comme Keraunios à Séleucie de Piérie. L'épigraphie syrienne documente aussi des Zeus Epèkoos, Megistos, Kyrios, Patrôos. Mais d'autres fois se rencontrent de nouvelles appellations. Un Zeus Tourmasgadès « montagne (du lieu) de l’adoration » est ainsi attesté en Commagène, parfois simplement appelé Tourmasgadès. En Antiochène plusieurs sanctuaires à Zeus ont été retrouvés sur des lieux élevés, ce qui rejoint la tradition locale des « hauts lieux » et aux cultes des divinités syriennes (notamment Baal et El). Ils portent des épithètes originales, certaines expliquées par la langue autochthone, l'araméen, et renvoyant à des objets de culte auxquels le dieu semble identifié : Madbachos (« autel » en araméen) et Selamanès (« paix » en araméen), « dieux ancestraux » au Sheikh Barakat, Bômos (« autel ») au Bourdj Baqirha, Tourbarachos (« montagne bénie ») à Srir, Seimos (« idole » ?), Sumbaitylos (« celui qui partage le bétyle ») et Leôn à Qalaat Kalota.
Dans d'autres cas l'épithète renvoie plus simplement au lieu. Le Zeus Kasios est lié au mont Casios (le Djébel Aqra), consacré au dieu de l'Orage Baal depuis plusieurs siècles, sous l'aspect Baal Saphon. Il dispose notamment d'un culte à Séleucie de Piérie. On retrouve ce dieu, que ce soit en tant que Baal Saphon ou Zeus Kasios, dans l'espace méditerranéen, jusqu'à l'ouest. Il est notamment associé à la navigation. Son lien avec le Zeus Kasios de Péluse en Égypte est généralement admis mais parfois discuté, en tout cas Baal Saphon est implanté dans cette région,,.
À Hiérapolis (Manbij) Zeus est identifié au grand dieu de l'Orage local. Le culte de Baalbek/Héliopolis à l'époque romaine est dominé par une triade comprenant Zeus/Jupiter Héliopolitain, dont le culte a là encore un aspect oraculaire. Au mont Carmel le dieu local apparaît comme Zeus Heliopoleites Karmēlos « Hélipolitain Carmélite », donc en lien avec le précédent. À Damas, le grand dieu de l'Orage local, Hadad, est réinterprété en grec comme Zeus Damaskenos « de Damas ». À Doura Europos, on connaît un lieu de culte à Zeus Theos « dieu » (épithète qui paraîtrait incongrue dans un contexte grec), et le dieu local Gad, la Fortune, emprunte l'iconographie de Zeus. Dans le Hauran est attesté Zeus Anikètos Hélios « invaincu Hélios »,.

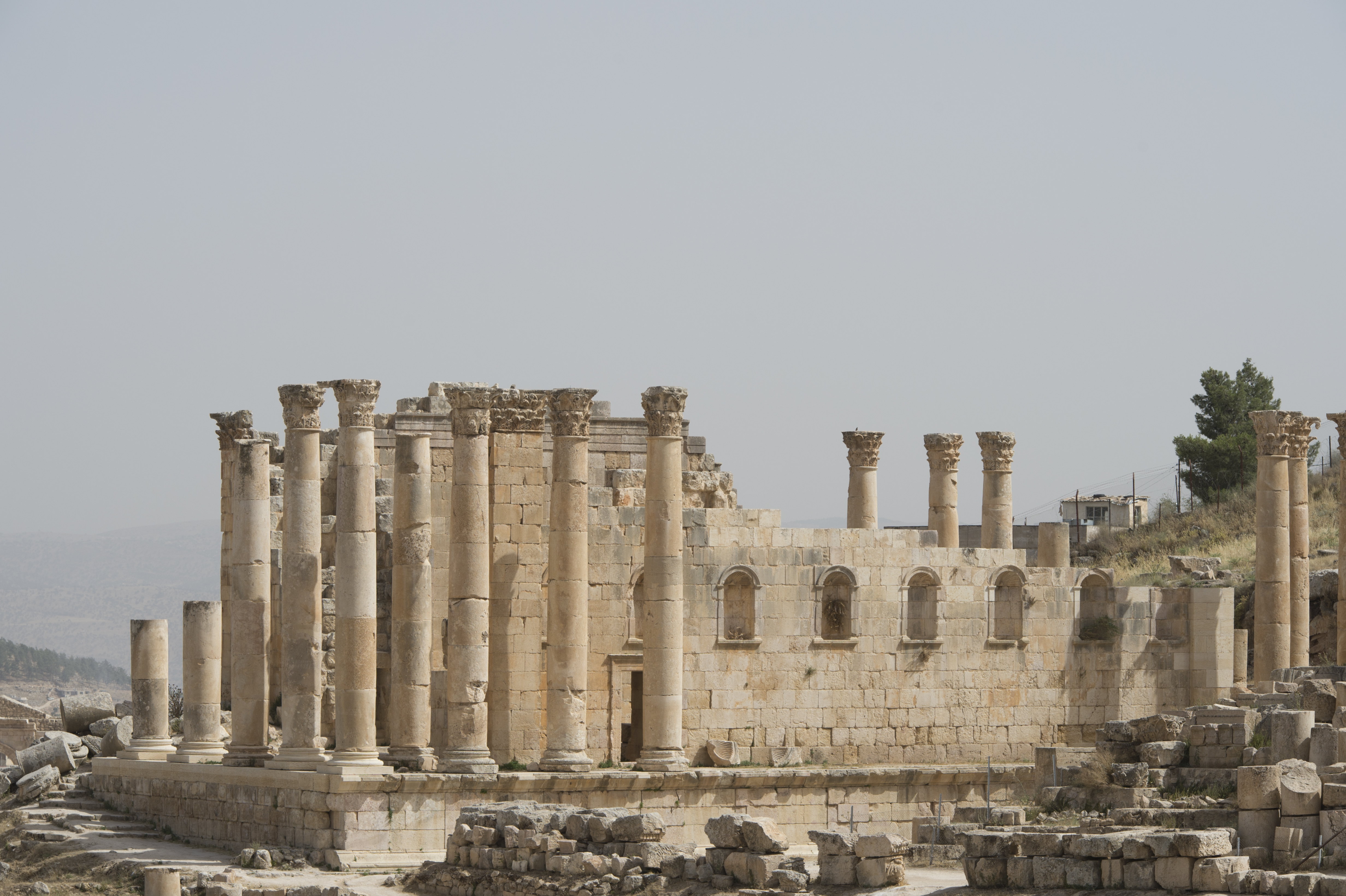
Vestiges du temple de Zeus à Jerash (Jordanie).
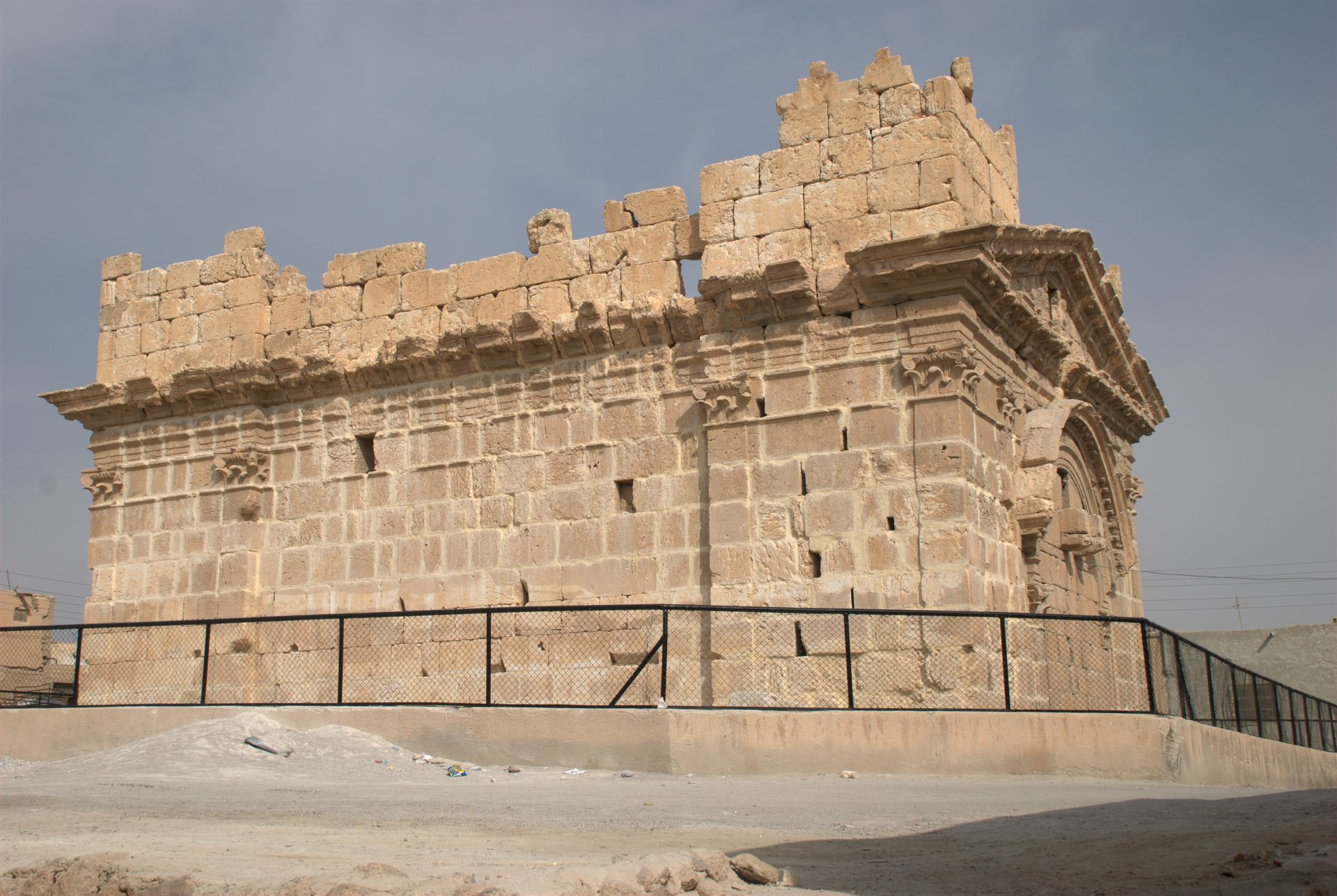
Temple de Zeus Hypsistos à Al-Dumeir (Syrie).

Dans le Levant méridional, les deux principaux lieux de culte dédiés à Yhwh font l'objet d'une hellénisation plus ou moins réussie : au mont Gerizim le dieu est identifié à Zeus (qui est selon les sources Xenios, Hellenios ou Hypsistos) ; en revanche à Jérusalem la tentative de transformer le grand temple en lieu de culte à Zeus Olympios durant le règne d'Antiochos IV est un des facteurs déclencheurs de la révolte des Maccabées. Les communautés juives de la diaspora qui s'hellénisent rapprochent leur dieu de Zeus, employant notamment l'épithète Hypsistos « Très haut », souvent employée pour Zeus.
Plus loin vers l'est, en Babylonie, où le dieu de l'Orage est une figure secondaire, Zeus est identifié au grand dieu souverain local Marduk, aussi appelé Bêl, et ce dès Hérodote. Durant l'époque hellénistique cette interprétation se traduit par la présence en Babylonie de Zeus Belos identifié à Marduk et utilisé par les rois Séleucides dans leur propagande locale.

### Zeus en Égypte

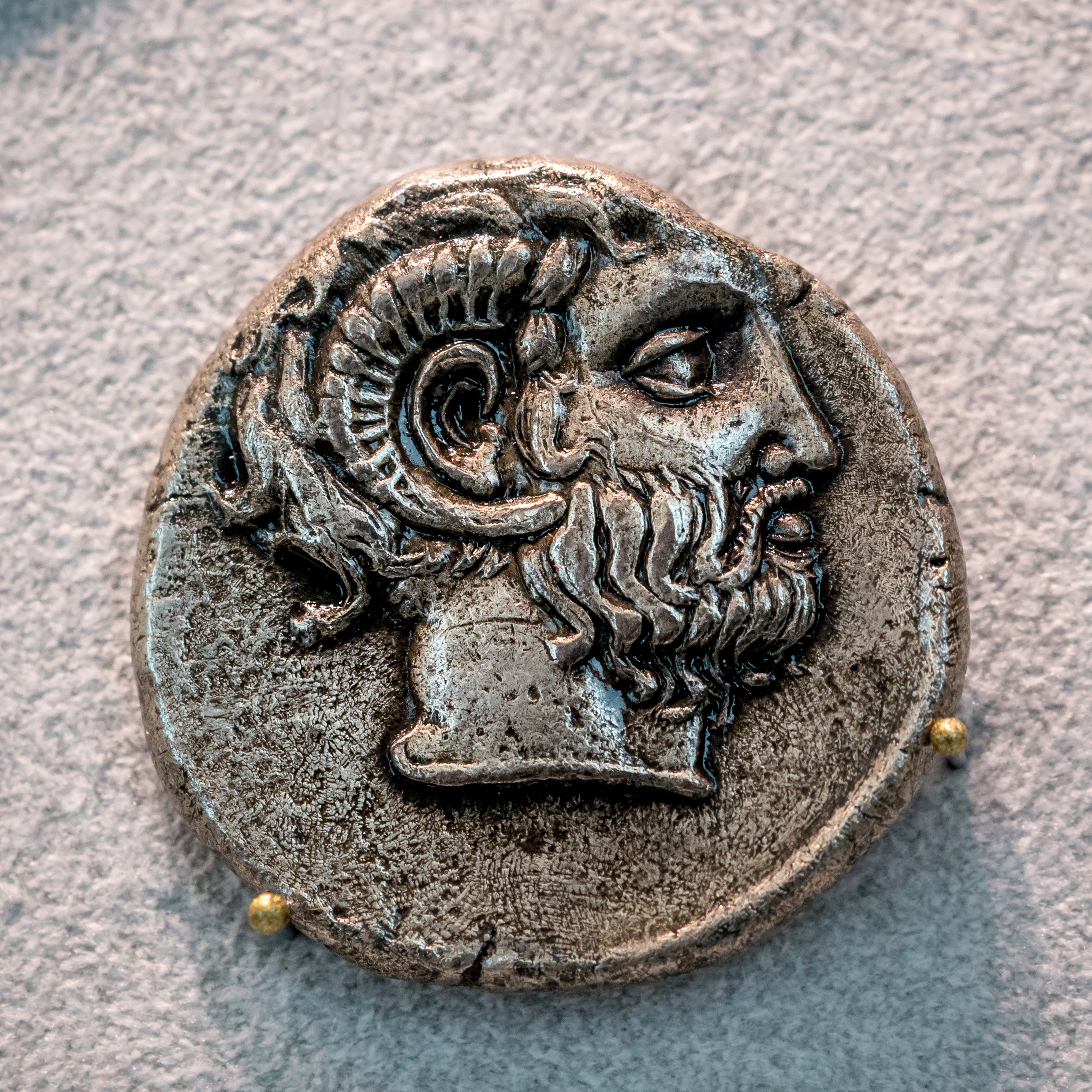
Monnaie de Cyrène représentant Zeus Ammon, v. 435-475 av. J.-C. Altes Museum de Berlin.

Les Grecs ont identifié le grand dieu thébain Amon-Rê, qu'ils appellent Ammon, avec Zeus, et ce dès l'époque archaïque, puisqu'il fait l'objet d'un hymne de Pindare. La présence de colonies grecques en Cyrénaïque, et l'implantation de Grecs en Égypte facilitent sans doute les contacts et la diffusion de cette divinité dans le monde grec. Hérodote connaît son grand sanctuaire oraculaire dans l'oasis de Siwa. Plutarque indique qu'il est déjà visité par des Grecs à l'époque classique, et des lieux de culte lui sont consacrés en Cyrénaïque puis Grèce dès le IVe siècle av. J.-C.. Il a une représentation distincte, un dieu barbu avec des cornes de bélier. La venue d'Alexandre à Siwa en 331 accroît considérablement son prestige : le roi macédonien se présente comme le fils de Zeus Ammon, ce qui lui permet de conforter sa légitimité et de faire valoir sa prétention au statut divin,,.
Zeus Kasios est vénéré dans la ville de Péluse (Tell el-Farama), à l'extrémité orientale du delta du Nil. Son sanctuaire a été mis au jour en 2022. Son culte à Péluse a des aspects solaires et comprend un oracle. Des sanctuaires lui sont consacrés dans la Méditerranée gréco-romaine pour sa capacité à protéger les marins, qu'il devait avoir ici aussi,.
Le dieu gréco-égyptien Sarapis/Sérapis reprend également des éléments de Zeus, parmi d'autres dieux (Osiris, Apis, Dionysos, Asclépios, Hadès, Hélios). Il est rapidement assimilé à Zeus et porte souvent l'épithète « Zeus » dans des inscriptions en son honneur.

### Cultes grecs
- Jean-Pierre Vernant, « La société des dieux », dans Mythe et société en Grèce ancienne, Paris, F. Maspéro, 1974, p. 103-120.
- Pierre Lévêque et Louis Séchan, Les grandes divinités de la Grèce, Paris, Armand Collin, 1990 (1re éd. 1966).
- Madeleine Jost, Aspects de la vie religieuse en Grèce : Du début du Ve siècle à la fin du IIIe siècle av. J.-C., Paris, SEDES, 1992
- (en) Jennifer Larson, Ancient Greek Cults : A Guide, New York, Routledge, 2007.
- Walter Burkert (trad. Pierre Bonnechere), La Religion grecque à l'époque archaïque et classique, Paris, Picard, 2011 (1re éd. 1977).
- (en) Robert Parker, Polytheism and Society at Athens, Oxford, Oxford University Press, 2005
- (en) Robert Parker, Greek Gods Abroad : Names, Natures, and Transformations, Berkeley, University of California Press, 2017

### Zeus
- (de) Albert Henrichs et Balbina Bäbler, « Zeus », dans Hubert Cancik et Helmuth Schneider (dir.), Der Neue Pauly, Altertum, vol. 12/2 : Ven-Z, Stuttgart et Weimar, J.B. Metzler, 2002, col. 782-791.
- (en) Fritz Graf, « Zeus », dans Karel van der Toorn, Bob Becking et Pieter W. van der Horst (dir.), Dictionary of Deities and Demons in the Bible, Leyde, Boston et Cologne, Brill, 1999, p. 934-940
- (en) Fritz Graf, « Zeus », dans Simon Hornblower, Antony Spawforth et Esther Eidinow (dir.), The Oxford Classical Dictionary, Oxford, Oxford University Press, 2012, 4e éd., p. 1589-1591.
- (de) Christiane Krause, « Zeus », dans Maria Moog-Grünewald (dir.), Mythenrezeption: Die antike Mythologie in Literatur, Musik und Kunst von den Anfängen bis zur Gegenwart, Stuttgart, J. B. Metzler, coll. « Der Neue Pauly. Supplemente » (no 5), 2008, p. 674-678
- (en + de) Michalis Tiverios et al., « Zeus », dans Lexicon Iconographicum Mythologiae Classicae (LIMC), vol. VIII, Zürich et Munich, Artemis, 1999, p. 310-374 (t. 1)
- (en) Ken Dowden, Zeus, Londres et New York, Routledge, 2006 (ISBN 978-0-415-30503-7).

### Autres
- (en) Christopher Mae et Antony Spawforth, Greece : An Oxford Archaeological Guide, Oxford, Oxford University Press, 2000